# 東條英機
- 東條英機[1][2][3]
- 東条英機[4][5]

東條 英機（とうじょう ひでき、1884年〈明治17年〉12月30日 - 1948年〈昭和23年〉12月23日）は、日本の陸軍軍人、政治家。階級は陸軍大将。位階は従二位。勲等は勲一等。功級は功二級。戦後A級戦犯として死刑となった。
陸軍次官（第25代）、陸軍航空総監（初代）、陸軍大臣（第29代）、参謀総長（第16代）、大政翼賛会総裁（第2代）、内閣総理大臣（第40代）、内務大臣（第57代）、外務大臣（第59代）、文部大臣（第53代）、商工大臣（第24代）、軍需大臣（初代）、関東軍参謀長（第10代）を歴任した。

## 略歴
父は岩手県（盛岡市）出身である東條英教（陸軍中将）、妻は東條かつ子。次男は東條輝雄（三菱自動車工業社長・会長）、三男は東條敏夫（空将補）。
陸軍士官学校第17期卒。陸軍大学校第27期卒。
永田鉄山死後、統制派の第一人者として陸軍を主導し、現役軍人のまま第40代内閣総理大臣に就任（東條内閣、在任期間は1941年〈昭和16年〉10月18日 - 1944年〈昭和19年〉7月18日）。在任中に太平洋戦争（1941年 - 1945年）が開戦した。権力強化を志向し複数の大臣を兼任、1944年（昭和19年）2月からは慣例を破って陸軍大臣と参謀総長も兼任した。
日本の降伏後に拳銃自殺を図るが、連合国軍による治療により一命を取り留める。その後、連合国によって行われた東京裁判にて開戦の罪（A級）及び殺人の罪（BC級）として起訴された。1948年（昭和23年）11月12日に死刑判決が言い渡され、1948年（昭和23年）12月23日に巣鴨拘置所で処刑された。

## 生涯

### 生い立ちと経歴
1884年（明治17年）12月30日、東京府麹町区（現・東京都千代田区麹町）で生まれた。父は陸軍歩兵中尉（後に陸軍中将）の東條英教、母は小倉市出身の徳永千歳。英機は三男であったが、長男と次男はすでに他界しており、実質「家督を継ぐ長男」として扱われた。
東條氏（安房東條氏）は安房長狭郡東條郷（現・千葉県鴨川市東条地区）の土豪で、江戸時代に宝生流ワキ方の能楽師として、北上して盛岡藩に仕えた家系である（知行は160石）。英機の父英教は陸軍教導団の出身で、下士官から将校に累進して、さらに陸大の一期生を首席で卒業したが（同期に秋山好古など）、陸軍中将で予備役となった。俊才と目されながらも出世が遅れ、大将になれなかったことを、本人は長州閥に睨まれたことが原因と終生考えていたという。

### 陸軍歩兵将校となる

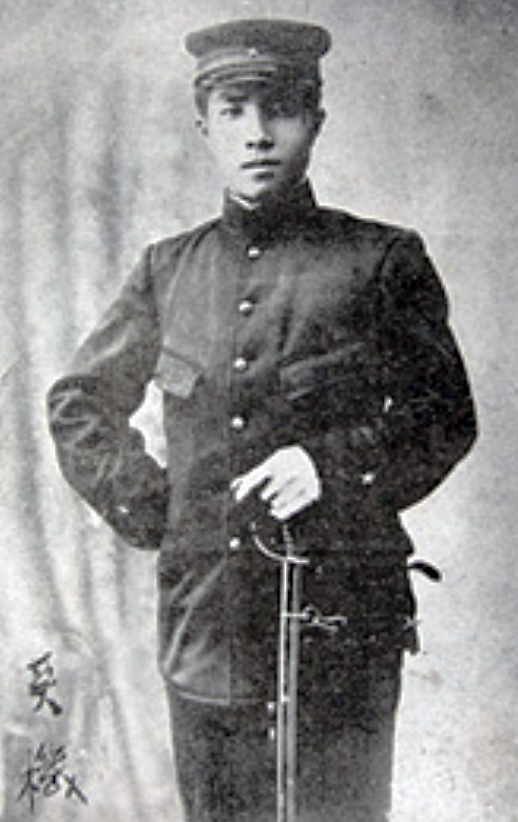
青年期の東條

番町小学校、四谷小学校、学習院初等科（1回落第）、青山小学校、城北尋常中學校（現：戸山高等学校）、東京陸軍地方幼年学校（3期生）、陸軍中央幼年学校を経て陸軍士官学校に入校。
1905年（明治38年）3月に陸軍士官学校を卒業（17期生）し、同年4月21日に任陸軍歩兵少尉、補近衛歩兵第3連隊附。1907年（明治40年）12月21日には陸軍歩兵中尉に昇進する。
1909年（明治42年）、伊藤かつ子と結婚。
1910年（明治43年）、1911年（明治44年）と陸軍大学校（陸大）に挑戦して失敗。東條のために小畑敏四郎の家の二階で勉強会が開かれ、永田鉄山、岡村寧次が集まった。同年に長男の英隆が誕生。
1912年（大正元年）に陸大に入学。
1913年（大正2年）に父の英教が死去。
1914年（大正3年）には二男の輝雄が誕生。
1915年（大正4年）に陸大を卒業。成績は11番目だった。首席は今村均、優等に本間雅晴、河辺正三、鷲津鈆平らがいる。陸軍歩兵大尉に昇進し、近衛歩兵第3連隊中隊長に就く。その後、陸軍省高級副官和田亀治歩兵大佐の引きで、陸軍兵器本廠附兼陸軍省副官となる。陸軍の諸法規などを記した厚冊『陸軍成規類聚』をすべて暗記したという有名なエピソードはこのころの話である。「努力即権威」が座右の銘だった東條らしい逸話である。
1918年（大正7年）には長女が誕生、翌・1919年（大正8年）8月、駐在武官としてスイスに単身赴任。
1920年（大正9年）8月10日に陸軍歩兵少佐に昇任、1921年（大正10年）7月にはドイツに駐在。同年10月27日に南ドイツの保養地バーデン＝バーデンで永田・小畑・岡村が結んだ密約（バーデン＝バーデンの密約）に参加。これ以前から永田や小畑らとは勉強会を通して親密になっていたという。
1922年（大正11年）11月28日には陸軍大学校の教官に就任。
1923年（大正12年）10月5日には参謀本部員、同23日には陸軍歩兵学校研究部員となる（いずれも陸大教官との兼任）。同年に二女・満喜枝が誕生している。
1924年（大正13年）に陸軍歩兵中佐に昇進。
1925年（大正14年）に三男・敏夫が誕生。
1926年（大正15年）には陸軍大学校の兵学教官に就任。
1928年（昭和3年）3月8日には陸軍省整備局動員課長に就任、同年8月10日に陸軍歩兵大佐に昇進。
張作霖爆殺事件（1928年6月4日）の3か月前（3月1日）の木曜会の会合で、対露戦争を準備するべき旨を述べ、その目標として「満蒙ニ完全ナル政治的勢力ヲ確立スル事」を述べており、これに従って木曜会の結論も米国参加に備えながら「満蒙ニ完全ナル政治的勢力ヲ確立スル」としている。陸軍少壮グループによって形成されていた木曜会は24期の石原莞爾、鈴木貞一、根本博や東條のボスであった永田鉄山、岡村寧次などが揃い、すでに世界恐慌の前に満蒙領有の方針が出されていたのであり、後に二葉会と合流し、武藤章、田中新一らも加わり一夕会が結成されている。

### 歩兵第1連隊長を経て将官へ
1929年（昭和4年）8月1日には歩兵第1連隊長に就任。同年には三女が誕生。歩兵第1連隊長に補された東條は、連隊の将校全員の身上調書を取り寄せ、容貌・経歴・家庭環境などを暗記し、それから着任した。陸大を受験する隊附の少尉・中尉には、隊務の負担を減らして受験勉強を助ける配慮をした。 
帝国陸軍において、陸軍大佐たる連隊長と兵卒の地位は隔絶しており、平時に兵卒が連隊長と話をすること、兵卒が連隊長を近くで見ることなどはありえず、儀式の時に100メートル以上離れて連隊長の姿を見るのがせいぜいであった。内務班で新兵に対する陰惨な私的制裁が連日連夜にわたって加えられていたのは周知の事実であるが、それを太平洋戦争敗北に至るまで全く知らなかった高級将校が実在したほど、連隊長が部隊の実情を知らず、兵卒に対して無関心であることが当たり前であった。
そのような風潮の中で、東條は部隊の実情を知るための具体的な行動を執り、兵卒を思いやる異色の連隊長であった。東條は、各中隊長に、兵卒として連隊に入営が予定されている者の家庭を事前に訪問して、家庭環境を把握するよう指示した。連隊長たる東條が自ら内務班に入って兵卒一人一人から話を聞き、兵卒の食事に対しても気を配った。こうした部下思いの東條は「人情連隊長」と呼ばれて好評であった。
1931年（昭和6年）8月1日には参謀本部総務部第1課長（参謀本部総務部編成動員課長）に就任し、翌年四女が誕生している。
この間、永田や小畑も帰国し、1927年（昭和2年）には二葉会を結成し、1929年（昭和4年）5月には二葉会と木曜会を統合した一夕会を結成している。東條は板垣征四郎や石原莞爾らと共に会の中心人物となり、同志と共に陸軍の人事刷新と満蒙問題解決に向けての計画を練ったという。編成課長時代の国策研究会議（五課長会議）において満州問題解決方策大綱が完成している。
1933年（昭和8年）3月18日に陸軍少将に昇進、同年8月1日に兵器本廠附軍事調査委員長、11月22日に陸軍省軍事調査部長に就く。1934年（昭和9年）8月1日には歩兵第24旅団長（久留米）に就任。

### 関東軍時代
1935年（昭和10年）9月21日には、大陸に渡り、関東憲兵隊司令官・関東局警務部長に就任。このとき関東軍将校の中でコミンテルンの影響を受け活動を行っている者を多数検挙し、日本軍内の赤化を防止したという。1936年（昭和11年）2月26日に二・二六事件が勃発したときは、関東軍内部での混乱を収束させ、皇道派の関係者の検挙に功があった。同年12月1日に陸軍中将に昇進。
1937年（昭和12年）3月1日、板垣の後任の関東軍参謀長に就任する。
参謀長になった東條は、溥儀に対して「東條は元来、性質素朴で言葉を飾ることを知りませぬ。お言葉通り、今後は何も思いつき次第現状致すことにいたします。陛下には水で火を消さねばならぬようなことがあるかもしれませぬ」と初めて会うなり言っている。
日中戦争（支那事変）が勃発すると、東條は察哈爾派遣兵団の兵団長として察哈爾作戦に参加した。東條は自ら参謀次長電で、派遣兵団を「東條兵団」と命名した。参謀長と部隊指揮官を兼ねることは陸軍の伝統に反するものであったが 、関係者は「チャハル作戦も兼務も東条の発案」で「東条の戦争以外の何物でもなかった」と証言している。チャハルおよび綏遠方面における察哈爾派遣兵団の作戦は大きな成功を収めたが、補給が間に合わず飢えに苦しむ連隊が続出したという。また、作戦行動を共にしていた蒙古自治政府軍指揮官の李守信将軍の戦後の中国での取調における証言では、この作戦では各地で捕虜の虐殺が頻発していたことが示唆されているという。とくに陽高で行われた住民・捕虜の大量虐殺事件が、陽高事件として悪名高い。しかし実際には、作戦終結の時期になってもなお、住民虐殺が他でも起きていたことが伝えられている。陽高事件については、中国人犠牲者は350名とも500名ともいわれるが、はっきりしない。発生理由については、日本軍の死傷者も140名と大きかったため日本兵らが激昂した結果として説明されることが多いが、疑問もあり、東條はその後の首相時代の1943年2月に秘書官との雑談では「不穏なシナ人らは全部首をはねた」「斯くの如く日本の威力を知らせておいて、米とかを施してやった」「恩威並び行われたわけだ」と語ったと伝えられる。戦後、歴史家の秦郁彦は、東京裁判で提出された東条の履歴書に察哈爾兵団長の履歴が記されていなかったことから、東條がこの陽高事件で戦犯として訴追されなかったのは、察哈爾兵団長は出先かぎりの人事発令であったため、検察団にこの経歴が知られなかったことも一因であろうとしている。

### 陸軍次官

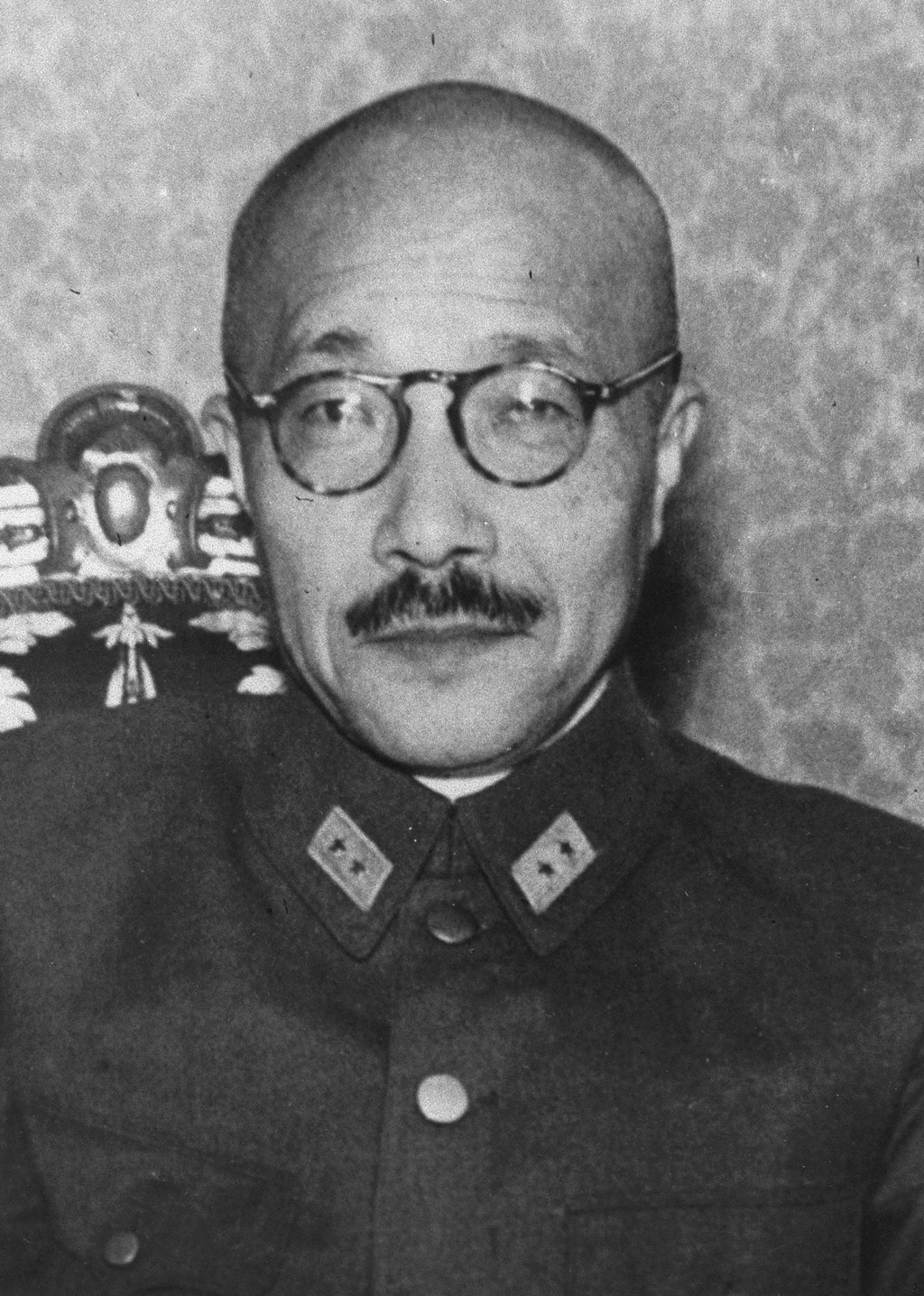
第11代航空本部長（航空総監兼務）東條英機中将

1938年（昭和13年）5月、第1次近衛内閣の陸軍大臣・板垣征四郎の下で、陸軍次官、陸軍航空本部長に就く。次官着任にあたり赤松貞雄少佐の強引な引き抜きを人事局課長・額田坦に無理やり行わせる。同年11月28日の軍人会館（現在の九段会館）での、陸軍管理事業主懇談会において「支那事変の解決が遅延するのは支那側に英米とソ連の支援があるからである。従って事変の根本解決のためには、今より北方に対してはソ連を、南方に対しては英米との戦争を決意し準備しなければならない」と発言し、「東條次官、二正面作戦の準備を強調」と新聞報道された。
板垣の下、参謀次長・多田駿、参謀本部総務部長・中島鉄蔵、陸軍省人事局長・飯沼守と対立し、板垣より退職を迫られるが、「多田次長の転出なくば絶対に退職願は出しませぬ」と抵抗。結果、多田は転出となり、同時に東條も新設された陸軍航空総監に補せられた。

### 陸軍大臣

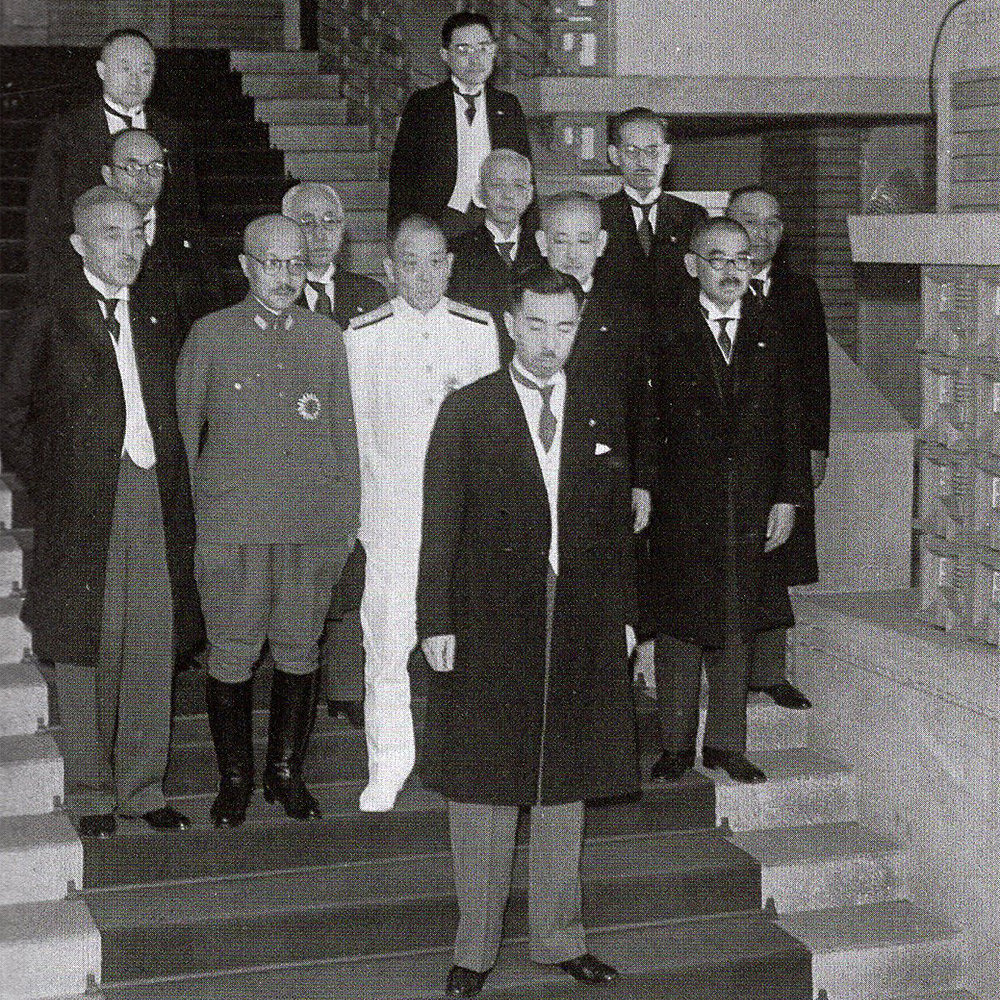
1940年、第2次近衛内閣の閣僚らと

1940年（昭和15年）7月22日から第2次近衛内閣、第3次近衛内閣の陸軍大臣を務めた（対満事務局総裁も兼任）。
近衛日記によると、支那派遣軍総司令部が「アメリカと妥協して事変の解決に真剣に取り組んで貰いたい」と見解を述べたが、東條の返答は「第一線の指揮官は、前方を向いていればよい。後方を向くべからず」だったという。
このころ、人造石油製造の開発失敗の報告を受けた際に、「（南方の石油資源の）物盗りへ日本が今後進まざるを得ず、陛下に対して申し開きできないではないか」と激怒した。
1941年（昭和16年）8月27・28日両日に首相官邸で開催された『第一回総力戦机上演習総合研究会』に近衛内閣の陸軍大臣として参加し、総力戦研究所より日米戦争は「日本必敗」との報告を受ける。
10月14日の閣議において日米衝突を回避しようと近衛文麿首相が「日米問題は難しいが、駐兵問題に色つやをつければ、成立の見込みがあると思う」と発言したのに対して東條は激怒し「撤兵問題は心臓だ。撤兵を何と考えるか」「譲歩に譲歩、譲歩を加えその上この基本をなす心臓まで譲る必要がありますか。これまで譲りそれが外交か、降伏です」と唱えたという。また保阪正康は著書において「9月6日の御前会議で議題となった三案のうち、十月中旬までに日米交渉に妥結の可能性がないのであれば日本はアメリカに軍事行動を起こすという一案に対して、近衛は他の二案(外交交渉に希望を繋ぎ、また十月中旬にこだわる必要はないという案)に賛成した」ことや、「10月10日辺りから、近衛と東條の二人だけ、時には豊田貞次郎や及川古志郎を交えて事態解決について話し合ってる中で、豊田や及川と衝突することがあったとしても戦争を訴え続けた(あくまで9月6日の軍事行動を起こす案を守るべきだという言い方で留まっている。)」ことなどを明かし、「10月14日を境に近衛と東條の対立は一段と激しくなった」とも述べている。
しかし、イギリス（とオーストラリアやニュージーランド、英領インドなどイギリス連邦諸国）とアメリカ（とオランダ）という、日本に比べて資源も豊富で人口も多く、さらに明らかに工業力が大きい国家、それも複数と同時に開戦するという、暴挙とも言える政策に異を唱える者の声は益々小さくなっていった。さらに東條らが言うように、日本陸海軍に攻撃されたイギリスやアメリカが、その後簡単に停戦交渉に応じるという根拠はどこにもなかった。
近衛は、これにより外交解決を見出せなくなったので近衛は翌々日に辞表を提出したとしている。辞表の中で近衛は「東條大将が対英米開戦の時期が来たと判断しており、その翻意を促すために四度に渡り懇談したが遂に説得出来ず輔弼の重責を全う出来ぬ」とし、第3次近衛内閣は総辞職した。近衛は「戦争には自信がない。自信のある人がおやりなさい」と言っていたという。
また近衛の辞任は、ゾルゲ事件により辞任日の14日に近衛内閣嘱託の尾崎秀実や西園寺公一らが検挙され、事前の取り調べによって近衛とこの事件との密接な関係が浮かび出てきたことで、いかに巨大な影響を国政に与えるかを考慮し、近衛が首相辞職という道を選んだという意見もある。実際に東條は、近衛辞任後もこの事件によって一挙に近衛とその周辺を抹殺することを考え徹底的な調査を命じたが、その時点は日英米開戦直前直後で、事件の影響を国政に与えるかを考慮した結果、近衛の聴取はあいまいなままに終わっている。

### 首相就任

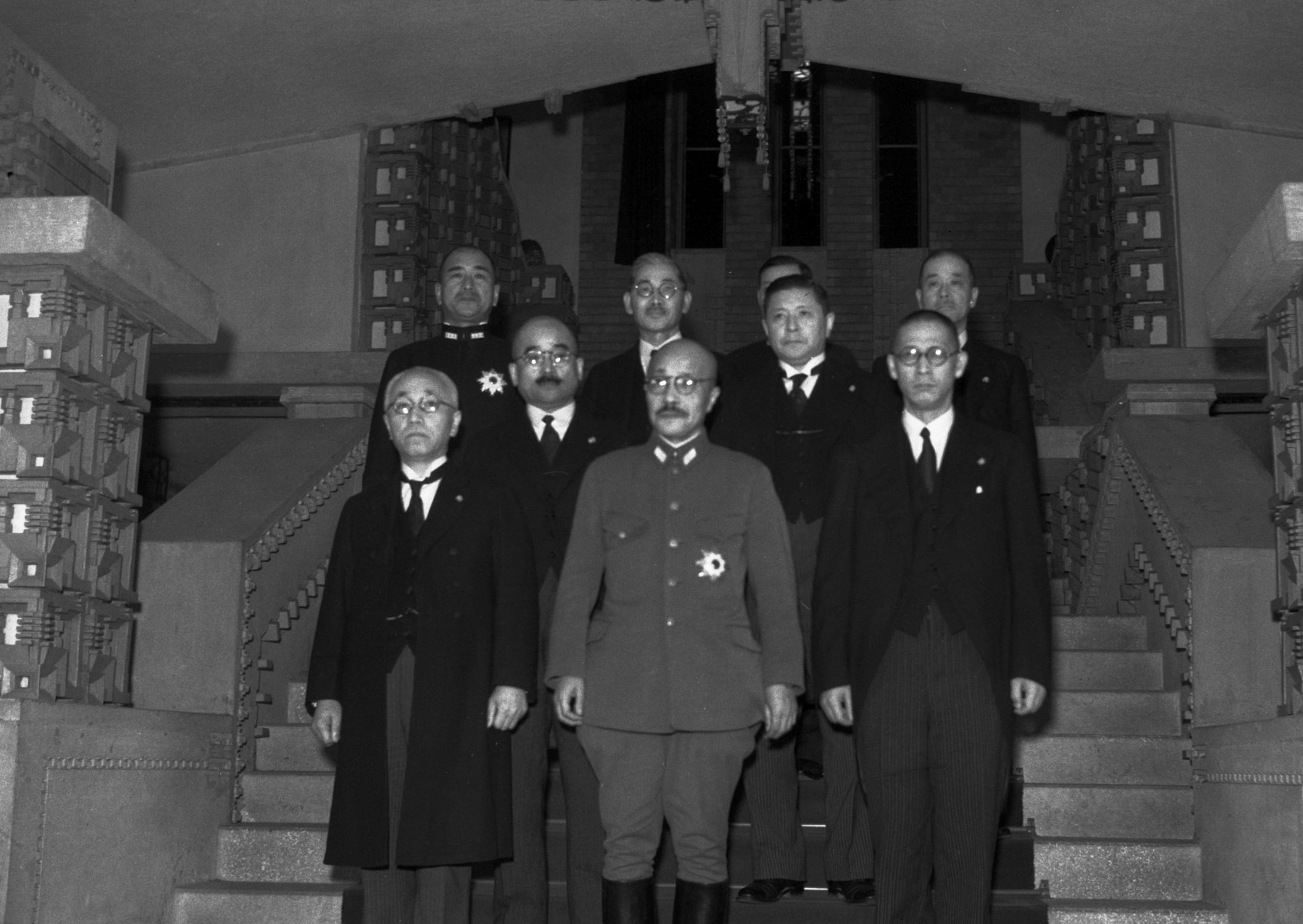
1941年（昭和16年）10月18日、総理大臣官邸での初閣議を終えた東條内閣の閣僚らと

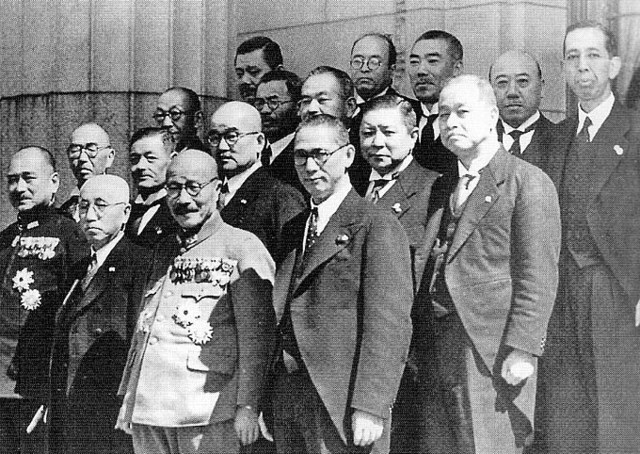
1941年（昭和16年）10月18日、東條内閣の閣僚らと

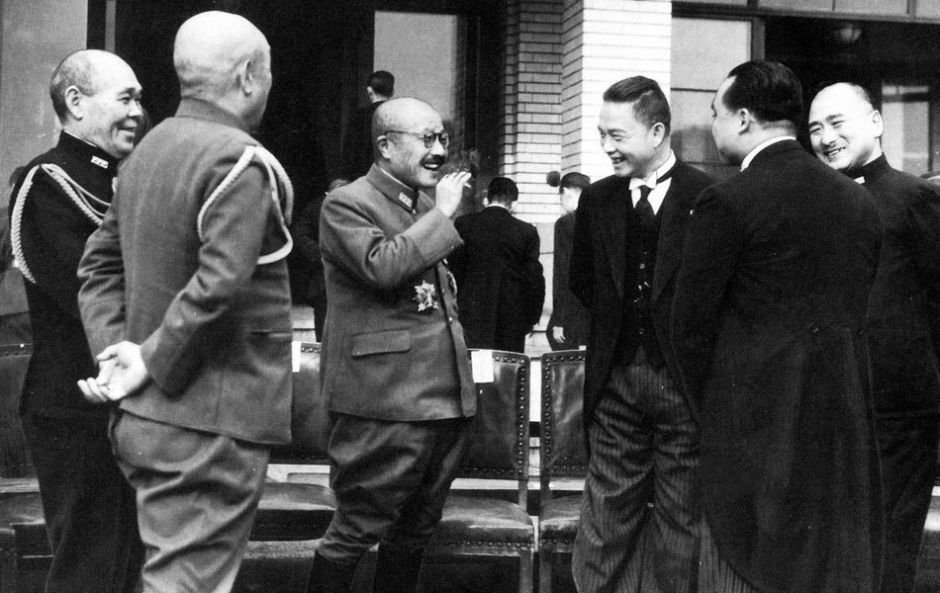
東條英機と汪兆銘（汪兆銘政権）（1942年12月）

内大臣・木戸幸一は、独断で東條を後継首班に推挙し、昭和天皇の承認を取り付けてしまう。この木戸の行動については今日なお様々な解釈があるが、対米開戦の最強硬派であった陸軍を抑えるのは東條しかなく、また東條は天皇の意向を絶対視する人物であったので、昭和天皇の考えを汲んで「戦争回避にもっとも有効な首班だ」というふうに木戸が逆転的発想をしたととらえられることが多い。
木戸は後に「あの期に陸軍を抑えられるとすれば、東條しかいない。宇垣一成の声もあったが、宇垣は私欲が多いうえ陸軍をまとめることなどできない。なにしろ現役でもない。東條は、お上への忠節ではいかなる軍人よりも抜きん出ているし、聖意を実行する逸材であることにかわりはなかった。…優諚を実行する内閣であらねばならなかった」と述べている。
東條は10月18日の皇居での首相任命の際、天皇から対米戦争回避に力を尽くすように直接指示される。天皇への絶対忠信の持ち主の東條はそれまでの開戦派的姿勢を直ちに改め、外相に対米協調派の東郷茂徳を据え、一旦、帝国国策遂行要領を白紙に戻す。
さらに対米交渉最大の難問であった中華民国からの撤兵要求について、すぐにということではなく、中国国内の治安確保とともに長期的・段階的に撤兵するという趣旨の2つの妥協案を提示する方策を採った。またこれら妥協案においては、日独伊三国同盟の形骸化の可能性も匂わせており、日本側としてはかなりの譲歩であった。
東條率いる陸軍はかねてから中国からの撤兵という要求を頑としてはねつけており陸相時の東條は「撤兵問題は心臓だ。米国の主張にそのまま服したら支那事変の成果を壊滅するものだ。満州国をも危うくする。さらに朝鮮統治も危うくなる。支那事変は数十万人の戦死者、これに数倍する遺家族、数十万の負傷者、数百万の軍隊と一億国民が戦場や内地で苦しんでいる」「駐兵は心臓である。譲歩、譲歩、譲歩を加え、そのうえにこの基本をなす心臓まで譲る必要がありますか。これまで譲り、それが外交とは何か、降伏です」「支那に対して無賠償、非併合を声明しているのだから、せめて駐兵くらいは当然のことだ」とまで述べていた。
しかし内閣組閣後の東條の態度・行動は、この陸相時の見解とは全く相違いしたもので、あくまで戦争回避を希望する昭和天皇の意思の実現に全力を尽くそうとした。
しかし、日本政府側の提案はフランクリン・ルーズベルト政権には到底受け入れられず、組閣から約40日後には崩れ去ってしまう。
これによって東條内閣は交渉継続を最終的に断念し、対米開戦を決意するに至る。
また後述のように、開戦日の未明、首相官邸の自室で一人皇居に向かい号泣しながら天皇に詫びていたとされる。一方で、当時の内務次官である 湯沢三千男の遺品から、戦争に反対していた天皇が開戦を決意し、軍が一致して行動する状況になった事で東條が開戦前夜に「既に勝った」とほろ酔いで発言したというメモが発見されており、矛盾が残る。
こうして東條とその内閣は、戦時下の戦争指導と計画に取り組む段階を迎える。
現在ではごく普通になっている衆議院本会議での首相や閣僚の演説の、映像での院内撮影を初めて許可したのは、就任直後の東條である。1941年（昭和16年）11月18日に封切られた日本ニュース第76号「東條首相施政演説」がそれである。
東條は同盟国であるナチス・ドイツのアドルフ・ヒトラーのやり方を真似て自身のやり方にも取り入れたとされている。東條自身は、極東国際軍事裁判で本質的に全く違うと述べているが、東條自身が作成したメモ帳とスクラップブックである「外交・政治関係重要事項切抜帖」によればヒトラーを研究しその手法を取り入れていたことが分かる。
また東條は組閣の際に自らの幕僚を組閣本部に参加させないなど、軍事と政治の分離を図る考えを持っていた。これは軍事と政治が相互に介入を行うことを忌避する考えによるものであった。
東條は首相就任に際して大将に昇進しているが、これは内規を変更して行ったものである。

### 大東亜戦争

#### 開戦

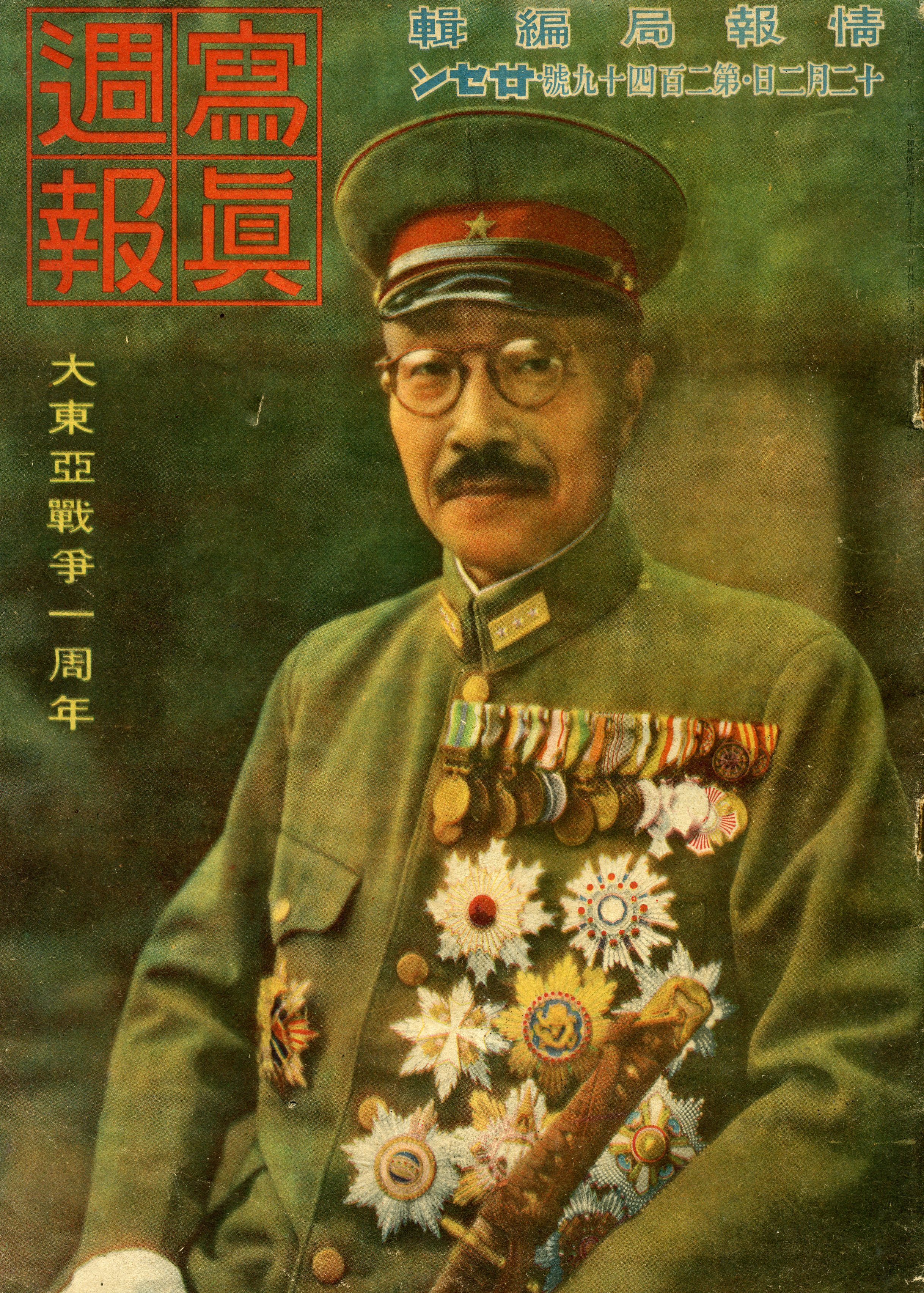
『寫眞週報』第二百四十九號（1942年12月2日）

1941年（昭和16年）12月8日、日本はマレー作戦と真珠湾攻撃を敢行、大東亜戦争が始まった。両作戦が成功したのちも日本軍は連合国軍に対して勝利を重ね、海軍はアジア太平洋圏内のみならず、インド洋やアフリカ沿岸、アメリカ本土やオーストラリアまでその作戦区域を拡大した。開戦4日後の12月12日の閣議決定において、すでに戦闘中であった支那事変（日中戦争）も含めて、対連合国の戦争の呼称を「大東亜戦争」とするとされた。
この時の東條はきわめて冷静で、天皇へ戦況報告を真っ先に指示し、また敵国となった駐日の英米大使館への処置に関して、監視は行うが衣食住などの配慮には最善を尽くす上、「何かご希望があれば、遠慮なく申し出でられたし」と相手に配慮した伝言を送っている。しかし8日夜の総理官邸での食事会を兼ねた打ち合わせの際には、上機嫌で「今回の戦果は物と訓練と精神力との総合した力が発揮した賜物である」、「予想以上だったね。いよいよルーズベルトも失脚だね」などと発言し、緒戦の勝利に興奮している面もないわけではなかった。同じ8日夜には、日本放送協会ラジオを通じて国民に向け、開戦の決意を「大詔を拝し奉りて」という演題で表明した。
開戦時に内務大臣を兼任していた東條は、12月8日の開戦の翌日早朝を期して、被疑事件の検挙216（このうち令状執行154）、予防検束150、予防拘禁30（このうち令状執行13）の合計396人の身柄を一方的に拘束した。これは二・二六事件のときにも同様に満州国において関東軍憲兵隊司令官として皇道派の軍人の拘束や反関東軍の民間人の逮捕、監禁などの処置を行った経験に基づくものだと保阪正康は推察している。

#### 海軍による真珠湾攻撃と東條首相
連合国は東京裁判（極東国際軍事裁判）で、「ハワイへの攻撃は東條の指示」だったとし、その罪で処刑した（罪状：ハワイの軍港、真珠湾を不法攻撃、米国軍隊と一般人を殺害した罪）が実際には、東條首相（当時）が、日本時間1941年（昭和16年）12月8日にマレー作戦に続いて行われた真珠湾攻撃の立案・実行を指示したわけではない。開戦直前の東條は首相（兼陸軍大臣）ではあっても、統帥部の方針に容喙する権限は持たなかった。東條が戦争指導者と呼ぶにふさわしい権限を掌握したのは、1944年2月に参謀総長を兼任して以降である。
小室直樹は栗林忠道に関する著書の中で、東條は海軍がハワイの真珠湾を攻撃する事を事前に「知らなかった」としているが、1941年（昭和16年）8月に海軍より開戦劈頭に戦力差を埋めるための真珠湾攻撃を研究中と内密に伝達され、11月3日には海軍軍令部総長・永野修身と陸軍参謀総長・杉山元が昭和天皇に陸海両軍の作戦内容を上奏するため列立して読み上げた。ハワイ奇襲実施についてもこのときに遅くとも正式な作戦として陸軍側に伝わっており、東條自身、参謀本部作戦課に知らされている。また、11月30日には天皇よりハワイ作戦の損害予想について下問されており、「知らなかった」とするのは正確ではない。
しかし、そもそも東條自身が東京裁判において、開戦1週間前の12月1日の御前会議によって知っていたと証言しているとおり、海軍の作戦スケジュール詳細は開戦1週間前に知った状況であるが、攻撃前に知っていながらそれを止めなかったことから是認したと捉えられている。

#### 戦局の行き詰まり・東條首相罵倒事件・求心力の低下

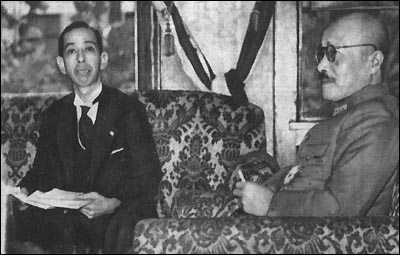
岸信介商工相と東條英機首相（1943年）

緒戦、日本軍は自らの予想を上回るスピードで勝ち進み、当面の目標である蘭印を含めた東南アジア一帯を1942年の3月にはほぼ手中におさめた。この時点において陸軍は、占領した東南アジアの防衛に専守したい方針だったが、海軍は、オーストラリアを孤立化させるためソロモン諸島をも占領し、米豪の連絡線を遮断するという進撃案を主張した。結果、FS作戦などが考案され、陸海共同でガダルカナル島を確保するべくこの付近に大兵力が投入されることとなったが、連合国側もここを反撃の足場とする作戦に出たため、この地域で激しい戦闘が行われることとなった。なかには、第一次ソロモン海戦や南太平洋海戦など日本側が勝利を得た海戦もあったが、日本側の損害は常に甚大で、とくに陸軍輸送船団は海軍の護衛が手薄なこともあって、ガダルカナル到着以前にその多くが撃沈され、輸送作戦のほとんどが失敗に終わった。このためガダルカナル方面の日本軍地上部隊は極度の食糧不足と弾薬不足に陥り、餓島とよばれるほどの悲惨な戦場となった。しかし参謀本部は海軍と連携してさらなる大兵力をガダルカナルへ送り込むことをやめようとはせず、民間輸送船を大幅に割くことを政府に要求したが、東條はこれを拒否した。元々東條はガダルカナル方面の作戦には補給の不安などから反対であったが、何よりそれをすれば、国内の軍事生産や国民生活が維持できなくなるためであった。
東條の反対に怒った参謀本部作戦部長・田中新一は閣議待合室で12月5日、東條の見解を主張する陸軍軍務局長・佐藤賢了と討論の末とうとう殴り合いにまでなった。さらに田中は翌日、首相官邸に直談判に出向いたさいにも、東條ら政府側に向かって「馬鹿野郎」と暴言を吐いた。東條は冷静に「何をいいますか。統帥の根本は服従にある。しかるにその根源たる統帥部の重責にある者として、自己の職責に忠実なことは結構だが、もう少し慎まねば」と穏やかに諭した。これを受け参謀本部は田中に辞表を書かせ南方軍司令部に転属させたが、代わりにガダルカナル方面作戦の予算・増船を政府側に認めさせた。しかしガダルカナル作戦は新局面を開けず、1943年（昭和18年）2月にはガダルカナル島からの撤退が確定する。
その後も、ニューギニア方面に陸軍の輸送船団が送られたが、戦線の伸び切りによる補給線の長さと、海上護衛の手薄さのために、多くが撃沈され、南方方面の日本軍は1943年の末には補給不足となっていた。対して、軍事生産の大拡充計画をスタートさせていたアメリカは、同年の中ごろにはこの結果を出しはじめていた。1943年（昭和18年）と1944年（昭和19年）を通して日本が鉄鋼材生産628万トン、航空機生産44,873機、新規就役空母が正規空母5隻・軽空母（護衛空母）4隻だったのに対し、アメリカは鉄鋼生産1億6,800万トン、航空機生産182,216機、新規就役空母は正規空母14隻、軽空母65隻に達した。加えてレンドリースによって他の連合国にも大量の兵器・物資を供給していた。また航空戦力でも新型艦上戦闘機F6Fや、ヨーロッパ戦線で活躍していたP47、P51が登場。さらには大型四発爆撃機B29が登場するのも間近となっていた。また戦前に日本が軽視していた電子兵器レーダーや音響兵器のソナーの性能差はいよいよ顕著となり、その他、VT信管などの新技術の開発においても連合国のほうが格段に進められていた。開戦から2年間を経て1944年に入ると、日本軍と連合国軍の攻守は完全に逆転していた。
そして、日本軍が各方面で次第に押され始めた1943年8月ごろから、東條の戦争指導力を疑問視する見解が各方面に強くなり始め、後述の中野正剛らによる内閣倒閣運動なども起きたが、東條は憲兵隊の力でもってこれら反対運動を押さえつけた（中野正剛事件）。

#### 大東亜会議主催

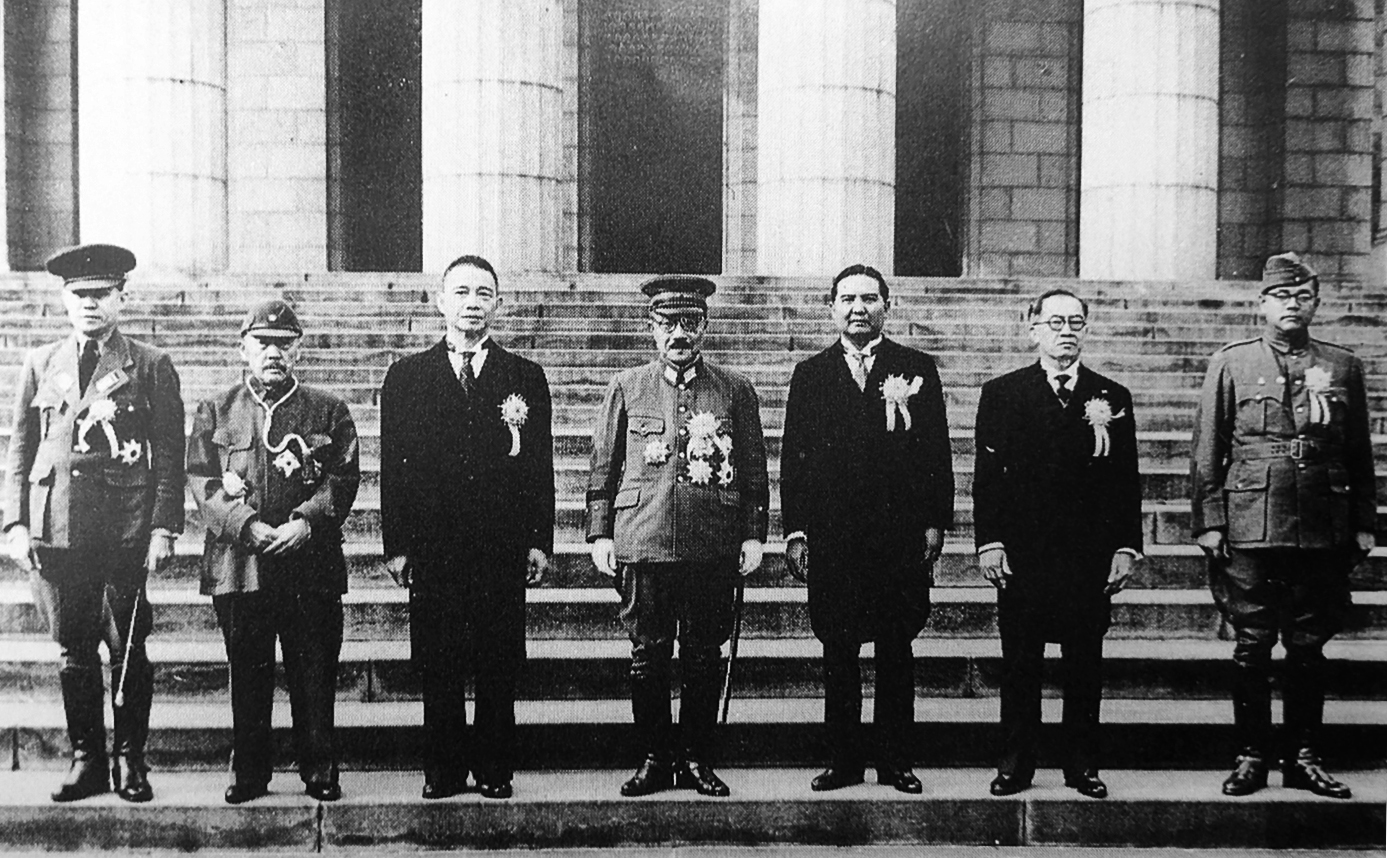
大東亜会議に参加した各国首脳。左からバー・モウ、張景恵、汪兆銘、東條英機、ナラーティップポンプラパン、ホセ・ラウレル、スバス・チャンドラ・ボース。

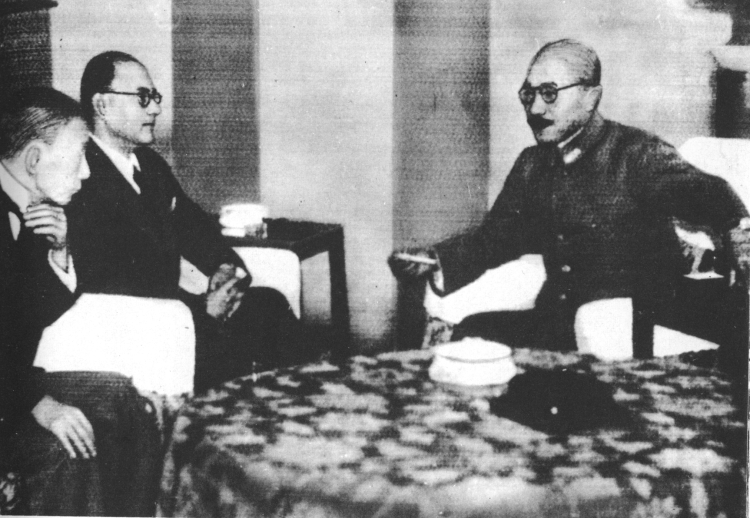
1943年6月10日、スバス・チャンドラ・ボースと

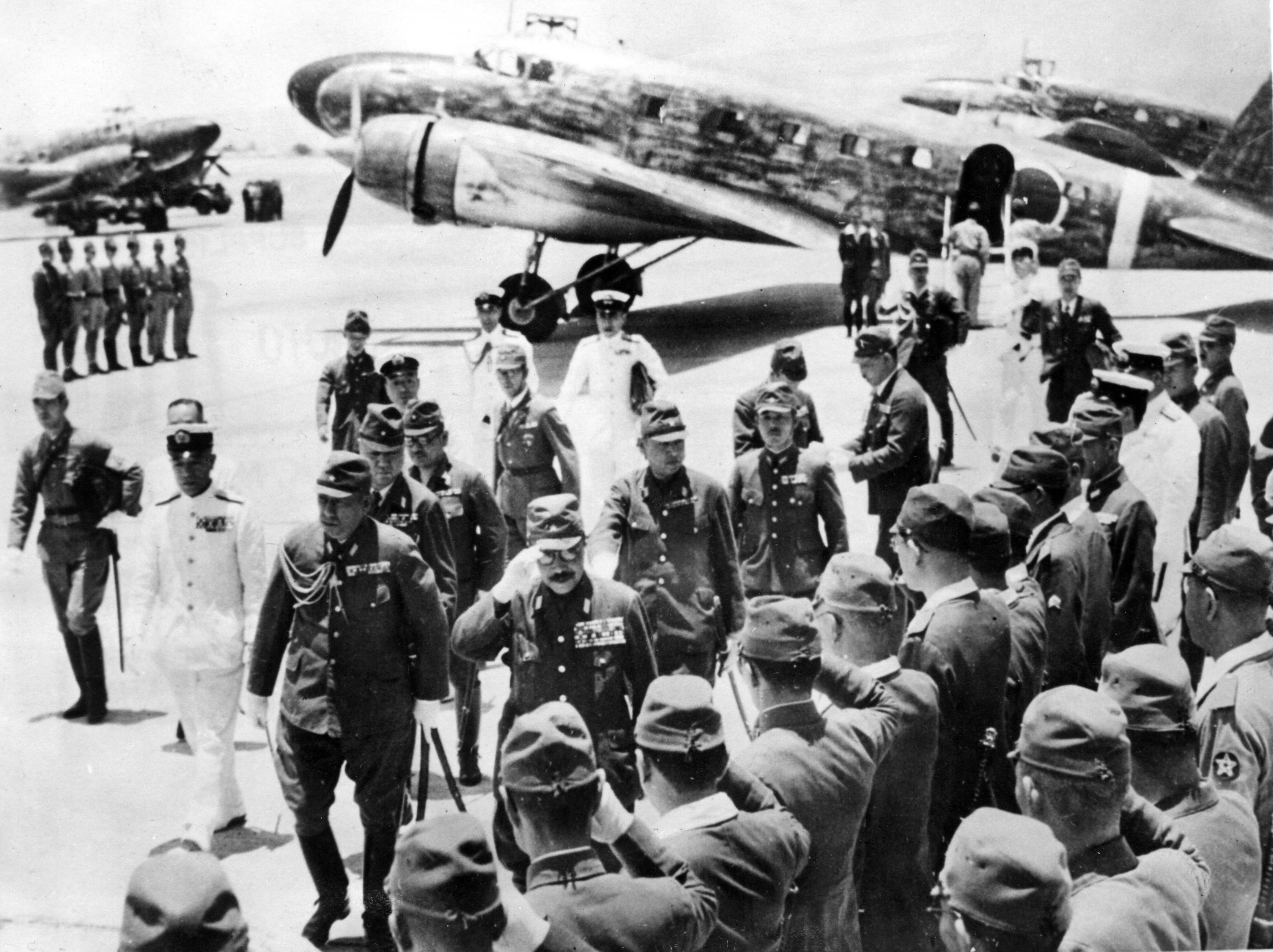
視察に訪れた陸軍大将東條英機（中央）に対し、出迎えの陸軍将校・陸軍軍属高等官一同（手前列）が「敬礼」を行う姿。陸軍大将（東條）はその「敬礼」に対し「答礼」を行っている。マニラ（フィリピン）、1943年。

日本軍の優勢が揺らぎ始める中、東條は戦争の大義名分を確保するため、外相・重光葵の提案を元に1943年（昭和18年）11月、大東亜会議を東京で開催し、同盟国のタイ王国や満洲国、中華民国（汪兆銘政府）に併せて、イギリスやアメリカ、オランダなどの白人国家の宗主国を放逐した日本の協力を受けて独立したアジア各国、そして日本の占領下で独立準備中の各国政府首脳を召集、連合国の「大西洋憲章」に対抗して「大東亜共同宣言」を採択し、欧米の植民地支配を打倒したアジアの有色人種による政治的連合を謳い上げた。
旧オランダ領でまだ独立準備中にあったインドネシア代表の不参加などの不手際もあったが、外務省や陸海軍関係者のみならず、当時日本に在住していたインド独立運動活動家のA.M.ナイルなど国内外から幅広い協力を受けて会議は成功し、各国代表からは会議を緻密に主導した東條を評価する声が多く、今なおこのときの東條の功績を高く評価している国も存在する。『大東亜会議の真実』（PHP新書）の著者の深田祐介は係る肯定的な評価を挙げる一方、念には念を入れマイクロマネジメントを行う東條を「準備魔」と表現している。
東條は会議開催に先立って、1943年（昭和18年）3月に満州国と中華民国汪兆銘政府、5月にフィリピン、6〜7月にかけてタイ、昭南島（シンガポール)、クチン（サラワク王国）、インドネシアなどの友好国や占領地を歴訪している。
また会議の開催に先立つ1942年（昭和17年）9月に、東條は占領地の大東亜圏内の各国家の外交について「既成観念の外交は対立せる国家を対象とするものにして、外交の二元化は大東亜地域内には成立せず。我国を指導者とする所の外交あるのみ」と答弁しているが、この会議の成功を見た東條は戦後「東條英機宣誓供述書」の中で、「大東亜の新秩序というのもこれは関係国の共存共栄、自主独立の基礎の上に立つものでありまして、その後の我国と東亜各国との条約においても、いずれも領土および主権の尊重を規定しております。また、条約にいう指導的地位というのは先達者または案内者またはイニシアチーブを持つ者という意味でありまして、他国を隷属関係におくという意味ではありません」と述べている。

#### 三職の兼任
大東亜会議が開催された1943年（昭和18年）11月にタラワ島が陥落、1944年（昭和19年）1月には重要拠点だったクェゼリンにアメリカ軍が上陸、まもなく陥落した。また1944年に入ると、戦力を数的・技術的にも格段に増強したアメリカ海軍機動艦隊やオーストラリア、ニュージーランド海軍艦艇が太平洋の各所に出現し日本側基地や輸送艦隊に激しい空爆を加えるようになった他、ビルマ戦線やインド洋においてもイギリス軍の活動が活発化してきた。
戦局がますます不利になる中、統帥部は「戦時統帥権独立」を盾に、重要情報を政府になかなか報告せず、また民間生活を圧迫する軍事徴用船舶増強などの要求を一方的に出しては東條を悩ませた。1943年（昭和18年）8月11日付の東條自身のメモには、無理な要求と官僚主体の政治などからくるさまざまな弊害を「根深キモノアルト」と嘆き、「統帥ノ独立ニ立篭り、又之ニテ籍口シテ、陸軍大将タル職権ヲカカワラズ、之ニテ対シ積極的ナル行為ヲ取リ得ズ、国家ノ重大案件モ戦時即応ノ処断ヲ取リ得ザルコトハ、共に現下ノ最大難事ナリ」と統帥部への不満を述べるなど、統帥一元化は深刻な懸案になっていく。
1944年（昭和19年）2月17日、18日にオーストラリア海軍の支援を受けたアメリカ機動艦隊が大挙してトラック島に来襲し、太平洋戦域最大の日本海軍基地を無力化してしまった（トラック島空襲）。これを知り、東條はついに陸軍参謀総長兼任を決意し、2月19日に、内大臣・木戸幸一に対し「陸海軍の統帥を一元化して強化するため、陸軍参謀総長を自分が、海軍軍令部総長を嶋田海相が兼任する」と言い天皇に上奏した。天皇からの「統帥権の確立に影響はないか」との問いに「政治と統帥は区別するので弊害はありません」と奉答。2月21日には、国務と統帥の一致・強化を唱えて杉山元に総長勇退を求め、自ら参謀総長に就任する。参謀総長を辞めることとなった杉山は、これに先立つ20日に麹町の官邸に第1部〜第3部の部長たちを集め、19日夜の三長官会議において「山田教育総監が、今東條に辞められては戦争遂行ができない、と言うので、我輩もやむなく同意した」と辞職の理由を明かした。海軍軍令部総長の永野修身も辞任要求に抵抗したが、海軍の長老格・伏見宮博恭王の意向もあって最後は折れ、海相・嶋田繁太郎が総長を兼任することになった（そのため東條も嶋田も軍服姿の時には、状況に応じて参謀飾緒を付けたり外したりしていた）。2月28日には裁判官たちに戦争遂行に障害を与えるなら非常手段を取る旨の演説をした東條演説事件が発生している。
行政権の責任者である首相、陸軍軍政の長である陸軍大臣、軍令の長である参謀総長の三職を兼任したこと（および嶋田の海軍大臣と軍令部総長の兼任）は、天皇の統帥権に抵触するおそれがあるとして厳しい批判を受けた。統帥権独立のロジックによりその政治的影響力を昭和初期から拡大してきた陸海軍からの批判はもとより、右翼勢力までもが「天皇の権限を侵す東條幕府」として東條を激しく敵視するようになり、東條内閣に対しての評判はさらに低下した。この兼任問題を機に皇族も東條に批判的になり、例えば秩父宮雍仁親王は、「軍令、軍政混淆、全くの幕府だ」として武官を遣わして批判している。東條はこれらの批判に対し「非常時における指導力強化のために必要であり責任は戦争終結後に明らかにする」と弁明した。
このころから、東條内閣打倒運動が水面下で活発になっていく。前年の中野正剛たちによる倒閣運動は中野への弾圧と自殺によって失敗したが、この時期になると岡田啓介、若槻礼次郎、近衛文麿、平沼騏一郎たち重臣グループが反東條で連携し始める。しかしその倒閣運動はまだ本格的なものとなるきっかけがなく、たとえば1944年（昭和19年）4月12日の「細川日記」によれば、近衛は「このまま東条にやらせる方がよいと思ふ」「せっかく東条がヒットラーと共に世界の憎まれ者になってゐるのだから、彼に全責任を負はしめる方がよいと思ふ」と東久邇宮に具申していたという。

#### 退陣
1944年（昭和19年）に入り、アメリカ軍が長距離重爆撃機であるボーイングB29の量産を開始したことが明らかになり、マリアナ諸島がアメリカ軍に陥落された場合、日本本土の多くが空襲を受ける可能性が出てきた。そこで東條は絶対国防圏を定め海軍の総力を結集することによってマリアナ諸島を死守することを発令し、サイパン島周辺の陸上守備部隊も増強した。東條はマリアナ方面の防備には相当の自信があることを公言していた。
しかし圏外での決戦思想に拘る海軍と中国大陸での作戦に拘る陸軍の思惑が入り乱れる事態となったためにマリアナ周辺の戦力の増強は想定したほど進まなかった。後に海軍はマリアナ防衛のために持てる艦艇戦力の全力をつぎ込み、1944年（昭和19年）6月19日から6月20日のマリアナ沖海戦で米海軍と相対したが、こちらのアウトレンジ戦法は米軍の新兵器とその物量の前にはまったく通じず大敗を喫してしまった。連合艦隊は498機をこの海戦に投入したがうち378機を失い、大型空母3隻を撃沈され、マリアナにおける制空権と制海権を完全に失ってしまった。地上戦でも同年6月15日から7月9日のサイパンの戦いで日本兵3万名が玉砕する結果となった（日本軍の実質的壊滅は7月6日であった）。サイパンでマリアナ方面の防衛作戦全体の指導を行っていたのは中部太平洋方面艦隊司令長官・南雲忠一であり、東條が直々に「何とかサイパンを死守して欲しい。サイパンが落ちると、私は総理をやめなければならなくなる」と激励しているが、この敗戦の責任を取って南雲は自決した。こうして絶対国防圏はあっさり突破され、統帥権を兼職する東條の面目は丸潰れになった（ただし、これらの作戦は海軍の連合艦隊司令部に指揮権があり、サイパンの陸軍部隊も含めて東條には一切の指揮権は無かった）。サイパンに続いてグアム島、テニアン島も次々に陥落する。
マリアナ沖海戦の大敗・連合艦隊の航空戦力の壊滅は、その後に訪れたサイパン島の陥落より遥かに衝撃的ニュースであった。連合艦隊に空母戦力がなくなった以上、サイパン島その他の奪回作戦は立てられなくなったからである。
6月24日には軍令部総長嶋田繁太郎とともに昭和天皇に謁見し、サイパン島奪回企図の放棄について奏上した。
こうして、マリアナ沖海戦の大敗後、サイパン島陥落を待たずして、東條内閣倒閣運動は岡田・近衛ら重臣グループを中心に急速に激化する。6月27日、東條は岡田啓介を首相官邸に呼び、内閣批判を自重するように忠告する。岡田は激しく反論して両者は激論になり、東條は岡田に対し逮捕拘禁も辞さないとの態度を示したが、二・二六事件で死地を潜り抜けてきている岡田はびくともしなかった。東條を支えてきた勢力も混乱を見せ始め、6月30日の予備役海軍大将に対する戦局説明会議で、マリアナ海戦敗戦に動揺した嶋田繁太郎が、末次信正らの今後の戦局に関しての質問に答えられないという事態が出現、さらにそれまで必勝へ強気一点張りだった参謀本部も7月1日の作戦日誌に「今後帝国は作戦的に大勢挽回の目途なく、戦争終結を企画すとの結論に意見一致せり」という絶望的予想が書かれている（実松譲『米内光政』）。
東條はこの窮地を内閣改造によって乗り切ろうと図り内閣改造条件を宮中に求めた。7月13日、東條の相談を受けた木戸幸一は、
1. 東條自身の陸軍大臣と参謀総長の兼任を解くこと。
2. 海軍大臣・嶋田繁太郎の更迭。
3. 重臣の入閣。

を要求。実は木戸はこの時既に東條を見限っており、既に反東條派の重臣と密かに提携しており、この要求は木戸に東條が泣きつくだろうと予期していた岡田や近衛文麿たち反東條派の策略であった。
木戸の要求を受け入れて東條は参謀総長を辞任し（後任は梅津美治郎）、国務大臣の数を減らし入閣枠をつくるため、無任所国務大臣の岸信介（戦後に首相歴任）に辞任を要求した。岸は長年の東條の盟友であったがマリアナ沖海戦の大敗によって今後の戦局の絶望を感じ、講和を提言したために東條と対立関係に陥り、東條としては岸へ辞任要求しやすかったためである。しかし重臣グループはこの東條の動きも事前に察知しており、岡田は岸に「東條内閣を倒すために絶対に辞任しないでくれ」と連絡、岸もこれに賛同し同意していた。岸は東條に対して閣僚辞任を拒否し内閣総辞職を要求する（旧憲法下では総理大臣は閣僚を更迭する権限を有しなかった）。
東條は岸の辞任を強要するため、東京憲兵隊長・四方諒二を岸の下に派遣、四方は軍刀をかざして「東条大将に対してなんと無礼なやつだ」と岸に辞任を迫ったが岸は「兵隊が何を言うか」「日本国で右向け右、左向け左と言えるのは天皇陛下だけだ」と整然と言い返し、脅しに屈することはなかった。同時に重臣である米内光政の入閣交渉を佐藤賢了を通じて行うも、既に東條倒閣を狙っていた米内は拒否したため失敗、佐藤は米内の説き諭しに逆に感心させられてしまって帰ってくるという有様であった。
とうとう追い詰められた東條に、木戸が天皇の内意をほのめかしながら退陣を申し渡すが、東條は昭和天皇に続投を直訴する。だが天皇は「そうか」と言うのみであった。頼みにしていた天皇の支持も失ったことを感じ万策尽きた東條は、7月18日に総辞職、予備役となった。東條は、この政変を「重臣の陰謀である」との声明を発表しようとしたが、閣僚全員一致の反対によって、差し止められた。後任には、朝鮮総督の陸軍軍人である小磯國昭首相が就任し、小磯内閣が成立した。
東條の腹心の赤松貞雄らはクーデターを進言したが、これはさすがに東條も「お上の御信任が薄くなったときはただちに職を辞するべきだ」とはねつけた。東條は次の内閣において、山下奉文を陸相に擬する動きがあったため、これに反発して、杉山元以外を不可と主張した。自ら陸相として残ろうと画策するも、参謀総長・梅津美治郎の反対でこれは実現せず、結局杉山を出すこととなったとされる。赤松は回想録で、「周囲が総辞職しなくて済むよう動きかけたとき、東條はやめると決心した以上はと総辞職阻止への動きを中止させ、予備役願を出すと即日官邸を引き払ってしまった」としている。
広橋眞光による『東条英機陸軍大将言行録』（いわゆる広橋メモ）によると、総辞職直後の7月22日首相官邸別館での慰労会の席上「サイパンを失った位では恐れはせぬ。百方内閣改造に努力したが、重臣たちが全面的に排斥し已むなく退陣を決意した。」と証言しており、東條の内閣存続への執念が潰えた無念さが窺われる。

#### 東條英機暗殺計画
戦局が困難を極める1944年（昭和19年）には、複数の東條英機暗殺が計画された。
その中に、高松宮宣仁親王と細川護貞によって計画された東條の暗殺計画があった。
9月には陸軍の津野田知重少佐と東亜連盟所属の柔道家の牛島辰熊が東條首相暗殺陰謀容疑で東京憲兵隊に逮捕された。この時、牛島の弟子で柔道史上最強といわれる木村政彦が鉄砲玉（実行犯）として使われることになっていた。軍で極秘裡に開発中の青酸ガス爆弾を持っての自爆テロ的な計画だった（50m内の生物は壊滅するためガス爆弾を投げた人間も死ぬ）。この計画のバックには東條と犬猿の仲の石原莞爾がおり、津野田と牛島は計画実行の前に石原の自宅を訪ね「賛成」の意を得てのものだった。津野田は陸軍士官学校時代に同級生であった三笠宮崇仁親王に計画を打ち明けた。しかし、三笠宮はこの計画に困惑して母親の皇太后節子（貞明皇后）に相談した。それが陸軍省に伝わって憲兵隊が動くことになり、津野田も牛島も逮捕されるという結果となり計画は破綻した。予定されていた計画実行日は東條内閣が総辞職した日であった。ただし、三笠宮は戦後の保阪正康のインタビューに対し自分から情報が漏れたことは否定している。津野田は大本営への出勤途中に憲兵隊に逮捕されており、その際に憲兵から三笠宮のルートから漏れたと告げられたようであった。また、三笠宮によれば当時、結核で療養中だった秩父宮雍仁親王が何度も東條へ詰問状を送っている。東條は木で鼻をくくったような回答を返しており、サイパン陥落時に東條への不満が爆発し、結果として暗殺計画もいくつか考えられたのである。
また、海軍の高木惣吉らのグループらも早期終戦を目指して東條暗殺を立案したが、やはり実行前に東條内閣が総辞職したため計画が実行に移されることはなかった。

#### 重臣会議
辞任後の東條は、重臣会議と陸軍大将の集会に出る以外は、東京都世田谷区用賀の自宅に隠棲し畑仕事をして暮らした。鈴木貫太郎内閣が誕生した1945年（昭和20年）4月の重臣会議で東條は、重臣の多数が推薦する鈴木貫太郎首相案に不満で、畑俊六元帥（陸軍）を首相に推薦し「人を得ぬと軍がソッポを向くことがありうる」と放言した。岡田啓介は「陛下の大命を受ける総理にソッポを向くとはなにごとか」とたしなめると、東條は黙ってしまった。しかし現実に、小磯内閣は陸海軍が統帥権を楯に従わず、苦境に陥っていた。正しく「軍がソッポを向いた」のであり、東條の指摘は的確であった。唯一の同盟国のドイツも降伏が間近になり、日本も戦局が完全に連合国軍に対して劣勢となったこともあり、重臣の大半が和平工作に奔走していく中で、東條のみが徹底抗戦を主張し重臣の中で孤立していた。

#### 終戦工作への態度
1945年（昭和20年）2月26日には、天皇に対し「知識階級の敗戦必至論はまこと遺憾であります」と徹底抗戦を上奏、この上奏の中で、「アメリカはすでに厭戦気分が蔓延しており、本土空襲はいずれ弱まるでしょう」、「ソ連の参戦の可能性は高いとはいえないでしょう」と根拠に欠ける楽観的予想を述べたが、この予想は完全に外れることになった。
終戦工作の進展に関してはその一切に批判的姿勢を崩さなかった。東條はかつて「勤皇には狭義と広義二種類がある。狭義は君命にこれ従い、和平せよとの勅命があれば直ちに従う。広義は国家永遠のことを考え、たとえ勅命があっても、まず諌め、度々諫言しても聴許されねば、陛下を強制しても初心を断行する。私は後者をとる」と部内訓示していた。また、広島・長崎への原爆投下後も、降伏は屈辱だと考え戦争継続にこだわっていたことが手記によりあきらかになっている。
だが、御前会議の天皇の終戦の聖断が下ると、直後に開かれた重臣会議において、「ご聖断がありたる以上、やむをえないと思います」としつつ「国体護持を可能にするには武装解除をしてはなりません」と上奏している。御前会議の結果を知った軍務課の中堅将校らが、東條にクーデター同意を期待して尋ねてくると、東條の答えは「絶対に陛下のご命令にそむいてはならぬ」であった。さらに東條は近衛師団司令部に赴き娘婿の古賀秀正少佐に「軍人はいかなることがあっても陛下のご命令どおり動くべきだぞ」と念押ししている。だが、古賀は宮城事件に参加し、東條と別れてから10時間後に自決している。また陸軍の中には「東條は戦争継続を上奏して陛下から叱責された」という噂が流れた。
しかし東條が戦時中、すべての和平工作を拒絶していたというわけではない。戦局が完全に日本に有利であった1942年（昭和17年）8月20日にアメリカでの抑留から戦時交換船で帰国した直後の来栖三郎に対して「今度はいかにしてこの戦争を早く終結し得るかを考えてくれ」と言ったと伝えられており、終戦について早い段階から視野に入れていなかったわけではないことが2000年代ごろに判明している。
1945年8月13日の日記には「私はこんな弱気の国民と思わずに戦争指導にあたった不明を恥じる」と国民に責任転嫁する言葉を残している。

### 敗戦と自殺未遂

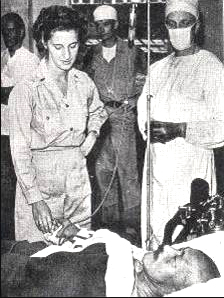
自殺未遂後GHQのアメリカ軍病院で手当を受ける東條

1945年（昭和20年）8月15日に終戦の詔勅、9月2日には戦艦「ミズーリ」において対連合国降伏文書への調印が行われ、日本は連合国軍の占領下となる。東條は用賀の自宅に籠って、戦犯として逮捕は免れないと覚悟し、逮捕後の対応として二男以下は分家若しくは養女としたり、妻の実家に帰らせるなどして家族に迷惑が掛からないようにしている。
そのころ、広橋には「大詔を拝した上は大御心にそって御奉公しなければならぬ」「戦争責任者としてなら自分は一心に引き受けて国家の為に最後のご奉公をしたい。…戦争責任者は『ルーズベルト』だ。戦争責任者と云うなら承知できない。尚、自分の一身の処置については敵の出様如何に応じて考慮する」と複雑な心中を吐露していた。
1945年（昭和20年）9月11日、東條は自らの逮捕に際し、拳銃で胸を撃って自殺を図るも失敗するという事件が起こった。銃声が聞こえた直後、そのような事態を見据えて東條の私邸を取り囲んでいたアメリカ軍を中心とした連合国軍のMPたちが、一斉に踏み込み救急処置を行った。銃弾は心臓の近くを撃ち抜いていたが急所は外れており、アメリカ人軍医のジョンソン大尉によって応急処置が施され、東條を侵略戦争の首謀者として軍事裁判にかけることを決めていたマッカーサーの指示の下、横浜市本牧に設置された野戦病院において、アメリカ軍による最善を尽くした手術と看護を施され、奇跡的に九死に一生を得る。
新聞には他の政府高官の自決の記事の最後に、「東條大将順調な経過」「米司令官に陣太刀送る」など東條の病状が附記されるようになり、国民からはさらに不評を買う。入院中の東條に、ロバート・アイケルバーガー中将はじめ多くのアメリカ軍高官が丁重な見舞いに訪れたのに比べ、日本人の訪問者は家族を除いてほとんどなく、東條は大きく落胆したという。

#### 未遂に終わったことについて
東條が強権を強いた大戦中のみならず、大戦終結後にも東條への怨嗟の声は渦巻いていたが、自決未遂以後、新聞社や文化人の東條批判は苛烈さを増す。戦犯容疑者の指定と逮捕が進むにつれ、陸軍関係者の自決は増加した。
拳銃を使用し短刀を用いなかった自殺については、当時の読売、毎日、朝日をはじめとする各新聞でも阿南惟幾ら他の陸軍高官の自決と比較され、批判の対象となった。
東條が自決に失敗したのは、左利きであるにもかかわらず右手でピストルの引き金を引いたためという説と、次女・満喜枝の婿で近衛第一師団の古賀秀正少佐の遺品の銃を使用したため、使い慣れておらず手元が狂ってしまったという説がある。また「なぜ確実に死ねる頭を狙わなかったのか」として、自殺未遂を茶番とする見解があるが、このとき東條邸は外国人記者に取り囲まれており、悲惨な死顔をさらしたくなかったという説や「はっきり東條だと識別されることを望んでいたからだ」という説もある。

#### 米軍MPによる銃撃説
なお、東條は自殺未遂ではなくアメリカ軍のMPに撃たれたという説がある。当時の陸軍人事局長・額田坦は「十一日午後、何の予報もなくMP若干名が東條邸に来たので、応接間の窓から見た東條大将は衣服を更めるため奥の部屋へ行こうとした。すると、勘違いしたらしいMPは窓から跳び込み、いきなり拳銃を発射し、大将は倒れた。MPの指揮者は驚いて、急ぎジープで横浜の米軍病院に運んだ（後略）」との報告を翌日に人事局長室にて聞いたと証言しているが、言った人間の名前は忘れたとしている。歴史家ロバート・ビュートーも保阪正康も銃撃説を明確に否定している。自殺未遂事件の直前に書かれたとされて発表された遺書も保阪正康は取材の結果、偽書だと結論づけている（東條英機の遺言参照）。

#### 戦陣訓
下村定は自殺未遂前日の9月10日に東條を陸軍省に招き、「ぜひとも法廷に出て、国家のため、お上のため、堂々と所信を述べて戴きたい」と説得し、戦陣訓を引き合いに出してなおも自殺を主張する東條に「あれは戦時戦場のことではありませんか」と反論して、どうにか自殺を思いとどまらせその日は別れた。
重光葵は「敵」である連合軍が逮捕に来たため、戦陣訓の「生きて虜囚の辱めを受けず」に従えば東條には自決する以外に道はなかったのだと解した。笹川良一によると巣鴨プリズン内における重光葵と東條との会話の中で「自分の陸相時代に出した戦陣訓には、捕虜となるよりは、自殺すべしと云う事が書いてあるから、自分も当然自殺を図ったのである」と東條は語っていたという。

### 東京裁判

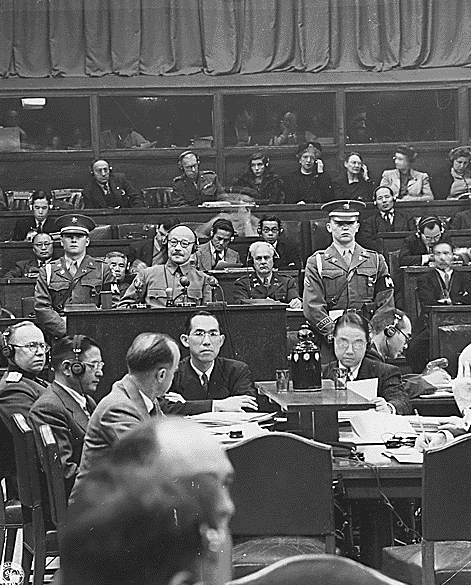
極東裁判にて、被告台に立つ東條

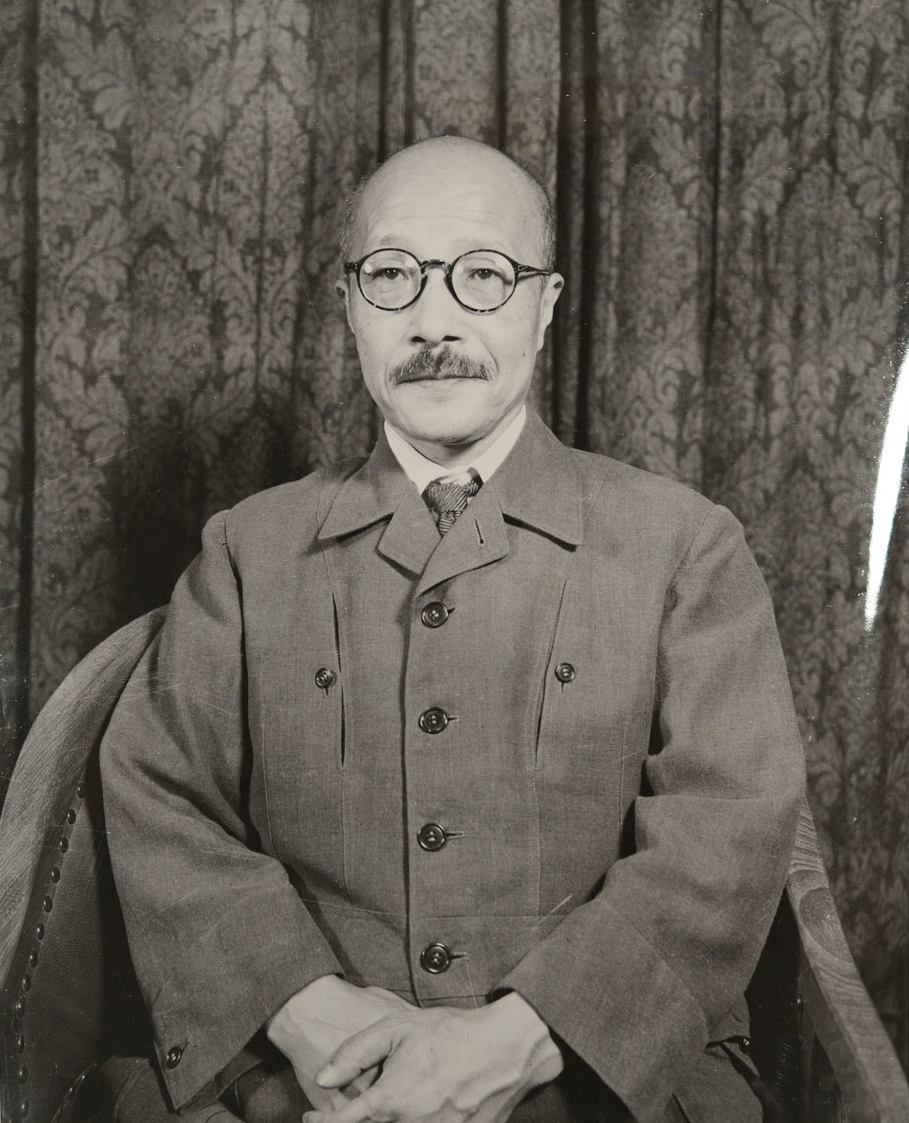
1947年に撮影された東條。ワイシャツにネクタイを締め、その上に国民服の甲号上衣を着用した姿。

出廷時には、他の被告が白シャツを着る中、佐藤賢了とともに軍服を着用（少なくとも1947年8月まで）し、メモを取り続けた。

#### 東條の国家弁護
「戦争は裕仁天皇の意思であったか？」の尋問に対し
とアメリカの戦争犯罪を糾弾した。
東條の主任弁護人は清瀬一郎が務め、アメリカ人弁護士ジョージ・ブルーウェットがこれを補佐した。被告も弁護人も個人弁護に徹しようという者、国家弁護を主張する者など様々であったが、東條の自己弁護の内容は、①この戦争は欧米の経済的圧迫による自衛戦争である、②天皇は輔弼者からの進言に拒否権を発動したことはなく、よって天皇に責任はない、③大東亜政策は侵略でなくアジア植民地の欧米からの解放をめざしたもの、④日本は国際法や条約に違反したことはないとの「国家弁護」をすることであり、彼は宣誓口述書で自身の負うべき責任は寧ろ自国に対する「敗戦の責任」だとしている。
東條は、これらの自己の主張と対外交渉で実際に自身がとった言動の不一致を指摘されると、都度「外交は生きものである」「相手の出方によって変わる」と述べ、ときに此れについて長口舌を奮い、ウェッブ裁判長からそのような演説を聞きたいのではないことを注意されており、この「外交は生きもの」との東條の主張は、一部マスコミからは東條節と呼ばれた。一方で、東條の国家弁護は理路整然とし、アメリカ側の対日戦争準備を緻密な資料に基づいて指摘し、こうしたアメリカの軍事力の増大に脅威を感じた日本側が自衛を決意したと主張するなどして、キーナンはじめ検事たちをしばしばやり込めるほどであったと主張する者もいる。また「開戦の責任は自分のみにあって、昭和天皇は自分たち内閣・統帥部に説得されて嫌々ながら開戦に同意しただけである」と主張したという。
判決文では、東條は厚かましくも（英文ではwith hardihood）全てを弁護しており、自衛戦争との主張は全く根拠が無いものとして、一蹴された。対して、日暮吉延は、他の被告の多くが自己弁護と責任のなすり合いを繰り広げる中で、東條が一切の自己弁護を捨てて国家弁護と天皇擁護に徹する姿は際立ち、自殺未遂で地に落ちた東條への評価は裁判での証言を機に劇的に持ち直したとする。一方で、被告らは早々に天皇には累を及ぼさないことで合意したとされ、また、後に東郷元外相が宣戦布告遅れに関し海軍に不都合なことを言わないよう嶋津らに脅されたことを暴露したとき、当時の報道には全共同被告に挑むといった表現も見られ、少なくともそれまでは自身に不都合が無い限り、彼らが極力協力し合っていた節もうかがえる。
秦郁彦によると、東條にとって不運だったのは、自身も一歩間違えればA級戦犯となる身の田中隆吉や、実際に日米衝突を推進していた服部卓四郎や有末精三、石川信吾といった、いわゆる『戦犯リスト』に名を連ねていた面々が、すでに連合国軍最高司令官総司令部に取り入って戦犯を逃れる確約を得ていたことであったという。

#### 判決
極東国際軍事裁判（東京裁判）の判決は、1948年（昭和23年）11月4日に言い渡しが始まり、11月12日に終了した。7人が死刑（絞首刑）、16人が終身刑、2人が有期禁固刑となった。東條は平和に対する罪および通例の戦争法規違反（訴因54）で有罪となり、死刑（絞首刑）の判決を受けた。この判決について、東條をはじめ南京事件を抑えることができなかったとして訴因55で有罪・死刑となった広田・松井両被告を含め、東京裁判で死刑を宣告された7被告は全員がBC級戦争犯罪でも有罪となっていたのが特徴であった。これは「平和に対する罪」が事後法であって罪刑法定主義の原則に逸脱するのではないかとする批判に配慮するものであるとともに、BC級戦争犯罪を重視した結果であるとの主張がある。しかし、例えば判決では東條が泰緬鉄道建設に「働かざる者、食うべからず」と指示して捕虜らを建設に駆り出し、彼らの状態に影響を与えたことが問題視されており、そもそも英米法系の国では、重い保護責任を有する者が故意･不注意で人を死に至らせた場合、日本のような保護責任者遺棄致死罪ではなく、当時の日本における謀殺が属するものと同じ”murder”と呼ばれる犯罪類型に該当する。そのため、この当時の英国及び多くの大英帝国自治領では本来それだけで死刑判決の対象とされていた。
なお、東條は、東京裁判の判決について、「この裁判は結局は政治裁判に終わった。勝者の裁判たるの性格は脱却せぬ」と遺書に書いている。

#### 巣鴨での信仰
死刑判決当時、巣鴨拘置所では教誨師として花山信勝が付いていた。

処刑の前に詠んだ歌にその信仰告白をしている。

#### 死刑執行
1948年（昭和23年）12月23日、巣鴨拘置所内で死刑が執行された。63歳没。
辞世の句は4首であり、
と記した。

### 死後

#### 遺骨と墓
絞首刑後、東條らの遺体は遺族に返還されることなく、後に公表された米国公文書によれば、いったん川崎市の米軍基地に車を入れた後、午前7時半、横浜市西区久保町の久保山火葬場に到着し、火葬された遺骨は粉砕され、骨の小さなカケラも残さないようにかき集め、横浜に臨時に設けられていた飛行場から飛び立った飛行機によって遺灰と共に太平洋沖合50kmあたりで広くまき散らすように投棄されたという。これは東條らA級戦犯が英雄や受難者として崇拝される可能性を永久に排除すべきであるというのが理由であった。
一方で、小磯國昭の弁護士を務めた三文字正平は東條らの遺骨について一般の戦犯と同じ（遺骨は遺族に渡さないという意味になる）と聞き、遺骨の奪還を計画していた。三文字は久保山火葬場で火葬されるとの情報を掴み、たまたま知り合いであった、その近隣にある興禅寺住職の市川伊雄と奪還を共謀した。同年12月26日の深夜、三文字らは火葬場職員の手引きで火葬場に忍び込み残灰置場に捨てられた、７人の分という残りの遺灰と遺骨を回収したという。回収された遺骨は全部で骨壷一つ分ほどで、熱海市伊豆山の興亜観音に運ばれ隠された。先の米国公文書との食い違いについては、遺灰についてはある程度残っていた、監視と廃棄にあたった米国将兵らが慌てていて火葬時に別に放り出していた遺骨をそのままにしてしまった、三文字らが火葬場長を事前に泣きながら説得していたため場長らが（他に火葬はなかったと言っていたが）実は他の無縁者の遺灰をやむをえずわたしたのではないかと諸説ある。
1958年（昭和33年）には墳墓の新造計画が持ち上がり、1960年（昭和35年）8月には、愛知県旧幡豆郡幡豆町（現西尾市）の三ヶ根山の山頂に改葬された。同地には現在、殉国七士廟が造営され、遺骨が祀られている。

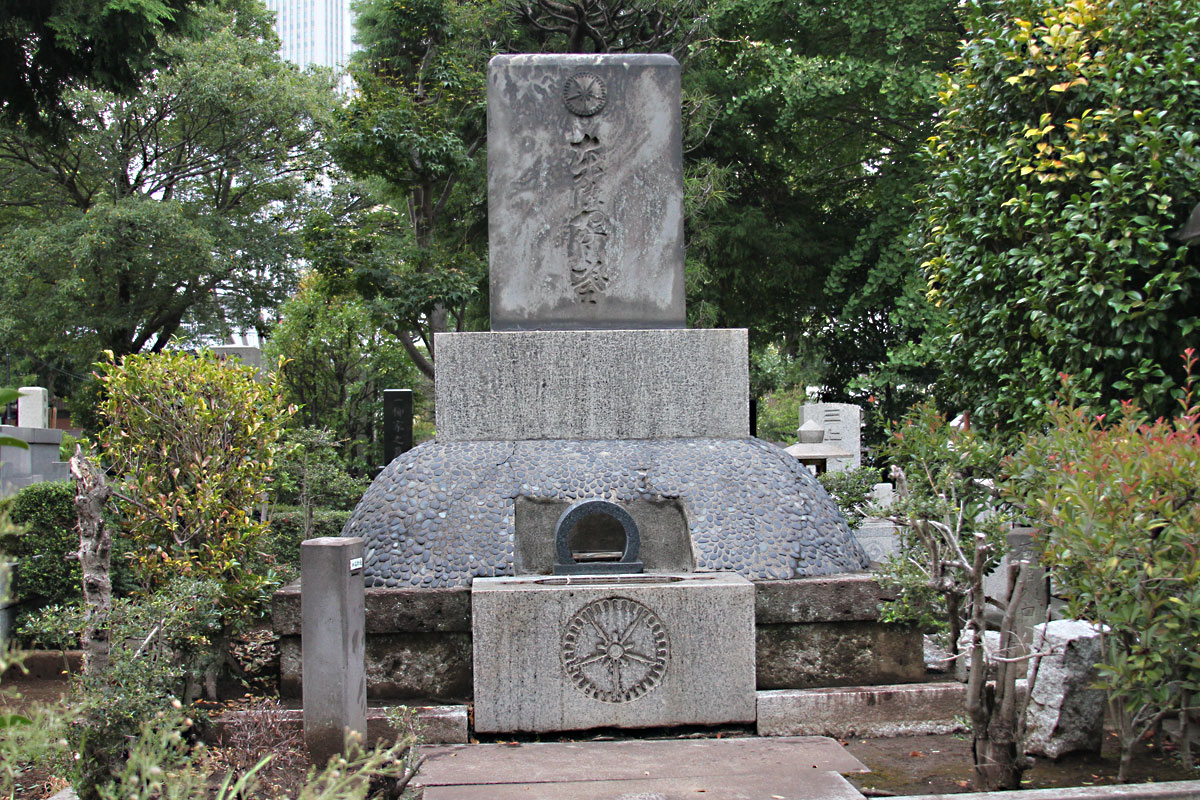
雑司ヶ谷霊園にある東條英機の墓

墓は雑司ヶ谷霊園にある。

#### 合祀
東條英機は自らが陸軍大臣だった時代、陸軍に対して靖国神社合祀のための上申を、「戦死者または戦傷死者など戦役勤務に直接起因して死亡した者に限る」という通達を出していたが、彼自身のかつての通達とは関係なく刑死するなどした東京裁判の戦犯14名の合祀は、1966年（昭和41年）、旧厚生省（現厚生労働省）が「祭神名票」を靖国神社側に送り、1970年（昭和45年）の靖国神社崇敬者総代会で決定され、靖国神社は1978年（昭和53年）にこれらを合祀した。

## 政治手法

### 戦争指導者としての東條

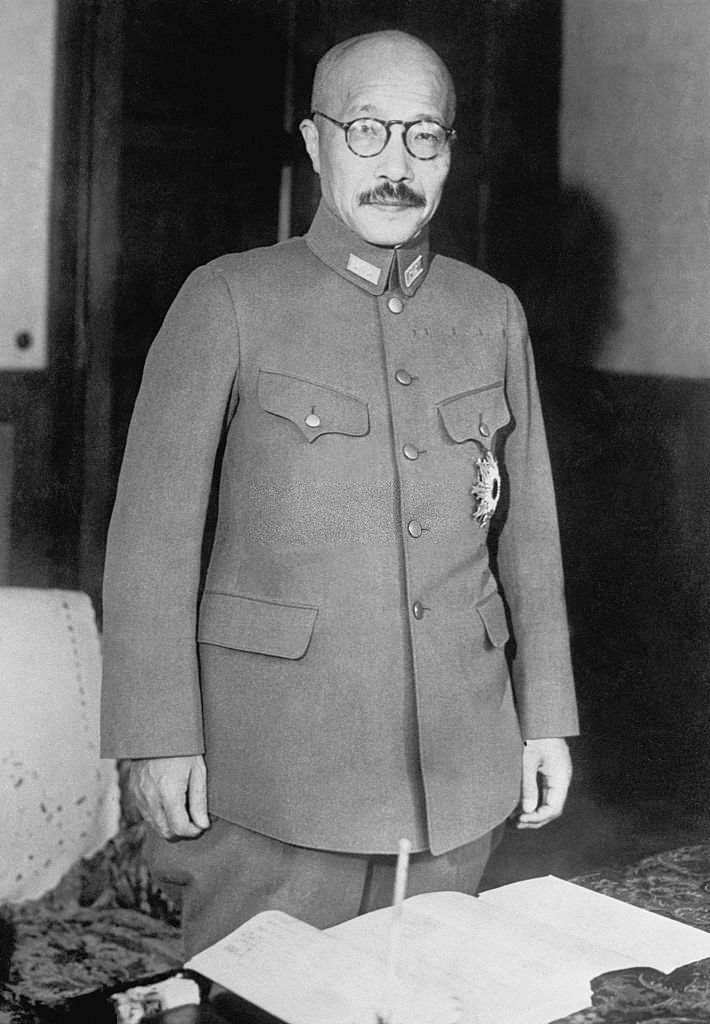
東條英機

大戦中、戦後を通じて東條は、日本の代表的な戦争指導者と見なされることが多く、第二次世界大戦時の日本を代表する人物とされている。一方で戦史家のA・J・P・テイラーは、大戦時の戦争指導者を扱った記述の中で、アメリカ合衆国、イギリス、ドイツ、イタリア、ソ連についてはそれぞれの指導者（フランクリン・ルーズベルト、ウィンストン・チャーチル、アドルフ・ヒトラー、ベニート・ムッソリーニ、ヨシフ・スターリン）を挙げているものの、日本については「戦争指導者不明」としている。これは、総理大臣・陸相・参謀総長を兼任し、立場上は大きな指導力を発揮できるはずの東條の権力が、他の戦争指導者と同列に扱えないとテイラーが判断したことによるものである。
しかしこの書籍の表紙には、他国の戦争指導者とともに東條の肖像が描かれており、第二次世界大戦時の日本の指導者を1人に絞る場合には、やはり東條の名前が挙がることになる。
東條は「対米英蘭蒋戦争終末促進ニ関スル腹案」などの政府案を支持していたが、「敵の死命を制する手段が無く」、長期戦となる確率は80パーセントぐらいであろうと考えていた。また短期で勝利できる可能性は、アメリカ主力艦隊の撃滅、ドイツの対米宣戦やイギリス本土上陸によるアメリカの戦意喪失、通商破壊戦によってイギリスを追い込むことしかないと考えていた。真珠湾攻撃でアメリカの主力艦隊は大きなダメージを負い、東條はこれを構想以上のものと考えた。東條は西アジア方面に主力を派遣し、イギリスの離脱を促進するよう望んでいたが、海軍は太平洋方面への進出を望んだ。この際に東條は陸海軍の調停を積極的に行うこともせず、玉虫色の合意が形成されるに終わった。これは東條が、陸海軍の摩擦や衝突を回避しようと考えていたことによる。
東條は、1942年（昭和17年）には軍務局長・佐藤賢了に対し、陸海軍の間でもめ事が起こった場合には、大臣にまで上げず、局長クラスで解決するようにという指示を与えている。これは陸海軍間の争いとなった場合には首相が調停を行わなければならないが、陸相を兼任している以上それが不可能であるというものであった。東條の権力は陸海軍間の問題に関与できるほど大きなものではなく、この点でも主要国の戦争指導者と異なっている。また陸軍に対する権力も大きなものではなく、統帥部がガダルカナル戦の継続を行おうとした時も、軍事物資の輸送を押さえて牽制することしかできなかった。井本熊男は、東條が「統帥権独立のもとでは戦争はできぬ」とこぼすのをよく聞いたという。1944年（昭和19年）2月にはそれを打開するために参謀総長に就任するが、この際にも首相や陸相が兼任するのではなく、東條という人格が参謀総長になる「二位一体」だという説明を行っている。その後も東條は、あくまで参謀総長と陸相、首相としての立場をそれぞれ使い続け、相互の対立や摩擦を防ぐことに力を注いだ。佐藤賢了は「東條さんは決して独裁者でもなく、その素質もそなえていない。」と評している。
東條は会議で戦争の行く末に関してしばしば示唆や疑問を投げかけたものの、具体的なビジョンや指針を示すことはなく、代替案を提示することもなかった。伊藤隆は「東條は、当面の最大の課題として、戦争に勝たなければならないことを繰り返し強調するが、それが具体的にどのような形をとるものかというイメージは全く語っていない」と指摘している。
また敗北を認めるような発言を行うことは非常に希であった。インパール作戦が失敗に終わりつつあった1944年（昭和19年）5月の時点でも、作戦継続困難を報告した参謀次長・秦彦三郎に対し「戦は最後までやってみなければ分からぬ。そんな弱気でどうするか」と叱責している。しかし東條にとってこれは真意ではなく、秦と二人きりになった時には、「困ったことになった」と頭を抱えて困惑していたという。1945年（昭和20年）2月、和平を模索しはじめた昭和天皇が個別に重臣を呼んで収拾策を尋ねた際に、東條は「陛下の赤子なお一人の餓死者ありたるを聞かず」「戦局は今のところ五分五分」だとして徹底抗戦を主張した。侍立した侍従長・藤田尚徳は「陛下の御表情にもありありと御不満の模様」と記録している。

### 軍事責任者としての東條
渡部昇一によれば、「政治家としての評価は低い東條も、軍事官僚としては抜群であった」という。「強姦、略奪禁止などの軍規・風紀遵守に厳しく、違反した兵士は容赦なく軍法会議にかけた」という。ただし、場合によっては暴虐ともとれる判断であっても、厳しく処罰していない事例もある。例えば、陽高に突入した兵団は、ゲリラ兵が多く混ざっていると思える集団と対峙して強硬な抵抗に遭い、実際にかなりの死傷者が出た。ところが、日本軍が占領してみると降伏兵は全くいなかった。その際、日本軍は、場内の住民の男性をすべて狩り出し、戦闘に参加したか否かを取り調べもせずに全員縛り上げたうえ処刑してしまった。その数350人ともいわれる。しかし、この事件に対して東條は誰も処分していない。この事件が東京裁判で東條の戦犯容疑として取り上げられなかったのは、「連合国側の証人として出廷し、東條らを追い詰めた田中隆吉が参謀長として参戦していたからだろう」と秦郁彦は推察している。

### 民政に対する態度
「モラルの低下」が戦争指導に悪影響を及ぼすことを憲兵隊司令官であった東條はよく理解しており、首相就任後も民心把握に人一倍努めていたと井上寿一は述べている。飯米応急米の申請に対応した係官が居丈高な対応をしたのを目撃した際に、「民衆に接する警察官は特に親切を旨とすべしと言っていたが、何故それが未だ皆にわからぬのか、御上の思し召しはそんなものではない、親切にしなければならぬ」と諭したというエピソードや、米配給所で応急米をもらって老婆が礼を言っているのに対し、事務員が何も言おうとしていなかったことを目撃し、「君も婆さんに礼を言いなさい」といった逸話が伝えられている。

#### 国民への配慮
旅先で毎朝民家のゴミ箱を見て回って配給されているはずの魚の骨や野菜の芯が捨てられているか自ら確かめようとした。東條はのちに「私がそうすることによって配給担当者も注意し、さらに努力してくれると思ったからである。それにお上（＝昭和天皇）におかせられても、末端の国民の生活について大変心配しておられたからであった」と秘書官らに語ったという。

### 言論統制に関して擁護者からの主張
中外商業新報社（後の日本経済新聞）の編集局長を務めていた小汀利得は戦前の言論統制について、不愉快なものであったが東條自身は世間でいうほど悪い人間ではなく、東條同席の座談会でも新聞社を敵に回すべきではないというような態度がうかがえたという。また小汀自身に対して東條は、言論界の雄に対しては、つまらぬことでうるさく言うなと部下に対する念押しまであったと聞いたと述べている。実際に小汀が東條政権時代に記事に関するクレームで憲兵隊に呼び出された時も、小汀が東條の名前を出すと憲兵はクレームを引っ込めたという一幕も紹介している。

### 懲罰召集や敵対者迫害との批判
東條は「一度不信感を持った人間に対しては容赦なくサディズムの権化と化してしまう、特異な性格」であり、政治的に敵対した者を、職権を乱用して迫害したという批判が多い。

#### 敵対者を懲罰召集

##### 新名丈夫（新聞記者）を懲罰召集
竹槍事件では新名丈夫記者（当時37歳）を二等兵として召集し硫黄島へ送ろうとしたとされる。新名が1944年（昭和19年）2月23日毎日新聞朝刊に「竹槍では勝てない、飛行機だ。海軍飛行機だ」と海軍を支持する記事を書いたためであった。当時、陸海軍は航空機の配分を巡って激しく争っており、新名は海軍の肩を持つ記事を書いたために陸軍の反感を買っていた。なお新名は海軍の働きかけによって戦地への動員は免れ、3か月後に召集解除となった。

##### 松前重義（逓信省工務局長）を懲罰召集
また、勅任官たる逓信省工務局長・松前重義を42歳の高齢にもかかわらず（徴召集の年限上限は40歳であったが、昭和18年11月1日法律第110号で改正された兵役法で、上限が45歳に引き上げられた。この改正にあたっての審議日数はわずか3日であった）二等兵として召集し、南方に送った。松前が、技術者を集めて日米の生産力に圧倒的な差があることを綿密に調査し、この結果を軍令部や近衛らに広めて東條退陣を期したためであったとされる。このことについて、高松宮宣仁親王は日記のなかで「実に憤慨にたえぬ。陸軍の不正であるばかりでなく、陸海軍の責任であり国権の紊乱（）である」と述べている。また、細川護貞は『細川日記』1944年（昭和19年）10月1日において「初め星野書記官長は電気局長に向ひ、松前を辞めさせる方法なきやと云ひたるも、局長は是なしと答へたるを以て遂に召集したるなりと。海軍の計算によれば、斯の如く一東条の私怨を晴らさんが為、無理なる召集をしたる者七十二人に及べりと。正に神聖なる応召は、文字通り東条の私怨を晴らさんが為の道具となりたり」と批判している。

なお、高松宮と細川は東條内閣倒閣工作に深く関与していた反東條派であり、東條の政敵である。倒閣工作に協力していた松前は、彼らから見れば「身内」であった。結局、松前は輸送船団にて南方戦線に輸送された。逓信省が取り消しを要請したものの、陸軍次官・富永恭次は「これは東條閣下直接の命令で絶対解除できぬ」と取り合わなかった。松前は10月12日に無事にマニラに着いたが、松前と同時期に召集された老兵数百人はバシー海峡に沈んだ。ただし松前の召集日は東條内閣倒閣と同日である。また、富永は東條内閣崩壊後の7月28日には早くも人事局長を辞任させられ、8月30日には第四航空軍司令官に転出させられるという状況であり、上記のエピソードは時系列的に疑問があるが、東條内閣が崩壊し、東條派が失脚していく中でも、懲罰召集の犠牲者となった松前に対する召集解除は行われなかった。

##### 都留重人（経済学者）を懲罰召集
経済学者の都留重人は、海軍省調査課の対米研究会のメンバーであったが、1944年（昭和19年）6月に懲罰召集された。1912年（明治45年）3月6日生まれの都留は、召集の時点で32歳であった。なお、都留は約3か月後に召集解除された。

##### 中野正剛（政治家）への迫害、担当検事を懲罰召集
1943年（昭和18年）10月21日、警視庁特高課は東條政府打倒のために重臣グループなどと接触を続けた衆議院議員・中野正剛を東方同志会（東方会が改称）ほか右翼団体の会員百数十名とともに「戦時刑事特別法違反」の容疑で検挙した。この検挙の理由を巡っては、中野が昭和18年元日の朝日新聞に執筆した『戦時宰相論』が原因との説もある。中野は26日夜に釈放された後、まだ憲兵隊の監視下にある中、自宅で自決する。全国憲友会編『日本憲兵正史』では陸軍に入隊していた子息の「安全」と引きかえに造言蜚語の事実を認めさせられたので、それを恥じて自決したものと推測している。また、戦後のラジオ番組『真相はかうだ』は、中野は東條暗殺計画のいずれかに関与しており、その発覚により東條側から自決を強要され、そうしなければ殺すだけだと脅されて、従うしかなかったとの推理を披歴している。
また、中野の取り調べを担当し嫌疑不十分で釈放した43歳の検事局思想部長である中村登音夫に対し、その報復として召集令状が届いた。

##### 現職の衆議院議員を懲罰召集
政府提出の市町村改正案を官僚の権力増強案と批判し反対した福家俊一、有馬英治、浜田尚友の3名が現役の衆議院議員でありながら召集されたことに対して、東條が懲罰召集したとする主張がある。

#### 懲罰としての最前線送り

##### 塚本清彦少佐を最前線送り
東條の不興を買って最前線送りになった将校は多々おり、たとえば陸軍省整備局戦備課課員の塚本清彦少佐（陸士43期・陸大52期）は、戦局に関して東條に直言したことにより、1944年（昭和19年）6月13日付で第31軍参謀に転出させられ（第31軍司令部は在サイパン島。サイパンの戦いは既に始まっていた。）、1か月後にグアム島で玉砕した。この苛烈な処分は陸軍部内を震撼させた。

#### 敵対者を予備役編入

##### 西尾寿造大将を予備役編入
西尾寿造大将（陸士14期）は1941年（昭和16年）3月から軍事参議官を務めていたが、新聞記者から取材を受けた際に
「そんなことは、朝早く起きて、街の塵箱をあさっているやつにでも聞け」
と、「ゴミ箱あさり」の挿話を持つ東條を揶揄する返答をした。西尾の発言を知った東條は激怒し、1943年（昭和18年）5月に西尾を予備役に編入した。

##### 多田駿大将を予備役編入
支那事変時の参謀次長だった多田駿（陸士15期）は石原莞爾と同様に戦争不拡大派であり、中国との和平を模索していたが、拡大賛成派の東條（陸軍次官であった）と対立した。多田と東條は共に職を解かれたが、東條が後に台頭していくと多田は次第に追いやられていき、予備役に追われた。

##### 石原莞爾中将を予備役編入
石原莞爾（陸士21期）は、鋭く対立していた東條によって閑職に追われ、さらに予備役に追いやられたとされる。

当時の陸軍次官であった阿南惟幾中将（陸士18期）は、石原の非凡な才を高く評価してきたこともあって、日ごろの温厚な態度から一変して顔を真っ赤にしながら「石原将軍を予備役というのは、陸軍自体の損失です。あのような有能な人を予備役に追い込めば、徒に摩擦が起きるだけではありませんか」と東條に反論し、他の将校が見ている前で激しい議論を繰り広げている。阿南は皇族で陸軍大将の東久邇宮稔彦王にまで頼って、この東條の恣意的な人事を撤回させようとしたがかなわず、1941年3月に石原は師団長を更迭されて予備役に編入された。阿南はこの事件で東條に愛想を尽かして、1941年4月の異動で、陸軍次官在任期間が長くなったからと適当な理由をつけて、陸軍次官を辞して第11軍司令官として中支戦線へ赴いていった。東條は、阿南の後任の陸軍次官には木村兵太郎中将を、人事局長に冨永恭次少将、兵務局長に田中隆吉少将を任命するなど、陸軍中央は東條の息のかかった人物が主要ポストを占めることとなった。阿南は陸軍中央を離れてからも東條の人事を批判しており、「俺は東条大将とちがって、誰でも使える」と部下を選り好みする東條との違いを強調していた。阿南の人事統率の方針は「温情で統率する」という温情主義であり、部下は能力の如何に関わらず、誰でも使うことができるという自負をもっていた。
一方で、藤井非三四は、
- 少将で関東軍参謀副長を務めていた石原が、昭和13年（1938年）6月に病気のために参謀副長を辞任すると申し出、人事発令を待たずに勝手に帰国・入院するという暴挙に出たこと。
- 石原が、何の処分も受けずに、昭和13年12月に舞鶴要塞司令官に補任されたこと。

を指摘し、
「それでも東条は石原の豊かな才能を基本的に認めていた。和解の手を差し伸べたが石原が応じなかったのだろう」
「よく、この人事〔石原の、舞鶴要塞司令官への補任〕は石原莞爾を閑職に追いやった非情なものと語られるが、それは間違いで、これは板垣征四郎陸相の友情あふれる温情人事だった。勝手に帰国したことのほとぼりが冷めるまで舞鶴におき、中将、師団長への道を開いてやったのだ。事実、翌〔昭和〕14年8月に石原は京都の第16師団長に上番している。」
と述べ、「石原は、鋭く対立していた東條によって、舞鶴要塞司令官と言う閑職に追われた」という説を否定している。

なお、藤井は「石原の、昭和16年（1941年）3月の予備役編入」については「見解を保留する」という旨を述べている。

##### 平林盛人中将を予備役編入
第17師団長だった平林盛人中将（陸士21期）は、太平洋戦争初期に進駐していた中華民国徐州で将校らを前に米英との開戦に踏み切ったことを徹底批判する演説を行った。その中で平林は東條を「陸軍大臣、総理大臣の器ではない」と厳しく指弾した。なお、平林は石原莞爾と陸軍士官学校の同期で親しく、東條と馬が合わなかったという。平林もまた、後に師団長の任を解かれて予備役に編入された。

#### 前田利為大将の陣没を巡る紛議
旧加賀藩主・前田家当主（侯爵）で、東條とは陸士17期の同期生であった前田利為（陸大23期恩賜。東條より4年早く陸大入校を果たした）は東條と犬猿の仲であった。前田は東條を「頭が悪く、先の見えない男」と侮蔑し、逆に東條は前田を「世間知らずのお殿様」と揶揄していたという。
前田は、陸軍中将に進級して第8師団長を務めた後、1939年（昭和14年）1月に予備役に編入された。
1942年（昭和17年）4月に召集されてボルネオ守備軍司令官に親補された前田は、クチンからラプラン島への飛行機での移動途中、飛行機ごと消息を絶ち、10月18日になって遭難した飛行機が発見され、海中から前田の遺品と遺体が見つかった。搭乗機の墜落原因は不明であり、10月29日の朝日新聞は「陣歿」と報じているが、前田家への内報では戦死となっており、11月7日クチンで行われたボルネオ守備軍葬でも南方軍総司令官・寺内寿一による弔辞では戦死となっていた。しかし、11月20日、築地本願寺における陸軍葬の後で、東條はボルネオ守備軍参謀長・馬奈木敬信に対して「今回は戦死と認定することはできない」と告げ、東條の命を受けた富永恭次によって「戦死」ではなく「戦地に於ける公務死」とされた。
これにより前田家には相続税の納付に向けて全財産の登録が要求された。当時、当主戦死なら相続税免除の特例があり、東條が戦費欲しさに戦死扱いにしなかったと噂する者もいた。このことは帝国議会でも取り上げられ紛糾したが、最終的に「戦地ニ於ケル公務死ハ戦死ナリ」となり、前田家は相続税を逃れた。なお、前田の葬儀では東條が自ら弔辞を読んだが、陸士からの長い付き合いに触れた、生前の反目が嘘のような哀切な文章を読み上げ、しかも途中で号泣したという。

#### 尾崎行雄（政治家）への迫害
尾崎行雄は天皇への不敬罪として逮捕された（尾崎不敬事件）。これは1942年（昭和17年）の翼賛選挙で行った応援演説で引用した川柳「売家と唐様で書く三代目」で昭和天皇の治世を揶揄したことが理由とされているが、評論家の山本七平は著書『昭和天皇の研究』で、これを同年4月に尾崎が発表した『東條首相に与えた質問状』に対しての東條の報復だろうとしている。

## 腹心の部下とされる人物
- 鈴木貞一
陸軍中将。東條内閣の企画院総裁。
- 加藤泊治郎
陸軍中将。憲兵司令部本部長など。
- 四方諒二
陸軍少将。中支那派遣憲兵隊司令官。東京憲兵隊長。
- 木村兵太郎
陸軍大将。ビルマ方面軍司令官など。
- 佐藤賢了
陸軍中将。陸軍省軍務局長など。
- 真田穣一郎
陸軍少将。参謀本部第一部長など。
- 浜本正勝
陸軍少佐。総理秘書官付内閣嘱託。総理専属通訳。元・ゼネラルモーターズ満州国・極東地区支配人。
- 赤松貞雄
陸軍大佐。内閣秘書官。赤松は東條の陸軍大学校の兵学教官時代の教え子で、陸軍次官時代に引き抜くなど厚遇し、赤松もそれによく応え東條を支えた。回想録『東條秘書官機密日誌』を残している。
- 田中隆吉
陸軍少将。
- 富永恭次
陸軍中将。陸軍省人事局長、陸軍次官、第4航空軍司令官など。

### 「三奸四愚」
東條の側近には、3人の奸物と4人の愚か者がいたことから、この7人を、侮蔑を込めて「三奸四愚」と総称することがある。
- 三奸：鈴木貞一、加藤泊治郎、四方諒二
- 四愚：木村兵太郎、佐藤賢了、真田穣一郎、赤松貞雄

田中隆吉と富永恭次は、昭和天皇から「田中隆吉とか富永次官とか、兎角評判のよくない且部下の抑へのきかない者を使つた事も、評判を落した原因であらうと思ふ」と名指しされた。田中は兵務局長として憲兵政治とも呼ばれた東條の軍政面の影響力を支える軍官僚であったが、後に東条に不満を持ち反東條運動に加担、軍を辞めざるを得なくなった。戦後は連合軍側の証人として東京裁判で太平洋戦争に至る過程や戦時の内幕について証言したことから、東京裁判の被告や旧権力者層を中心に評判が悪かった。富永は、これも東條の陸軍大学校兵学教官時代の教え子で、東條陸軍大臣時代に仏印進駐の責任問題で、一旦は軍紀に厳格な東條の不興を買い参謀本部第1部長を更迭されるも、1941年4月には陸軍省人事局局長に返り咲いている。1943年3月には陸軍次官も兼任し、東條の補佐に辣腕を振るい、東條の参謀総長就任時には杉山元元帥の説得などで実績を残す。東條が失脚後は最前線のフィリピンで第4航空軍司令官として航空戦を指揮、航空には全くの素人ながら、積極的な作戦指導でアメリカ軍を苦しめ、富永に批判的であった昭和天皇からも「第4航空軍がよく奮闘しているが、レイテ島の地上の敵を撃滅しなければ勝ったとはいえない。今一息だから十分第一線を激励せよ」その戦いぶりを称賛されている。やがて、戦力を消耗すると、第14方面軍参謀長の武藤章中将の提案などで、戦力立て直しのために台湾に撤退するも、大本営の承認をとっていなかったため、敵前逃亡に等しい行為と批判されて、第4航空軍は解体され、富永は予備役行きとなった。この行為は、戦後、書籍・新聞などで明るみに出され、フィリピンに残された兵士らは頽勢の中で各地を転々として苦境にさらされたことから、兵士を見捨てて逃亡したとして、マスコミや国会でも取り上げられた。当時、世間的に評判が悪いのだろうと見ていた者の名を挙げているものの、東條の評判自体との関係性について特段の説明はない。

## 評価

### 批判的な評価

#### 政治姿勢に対する批判
自分を批判した将官を省部の要職から外して、戦死する確率の高い第一線の指揮官に送ったり、逓信省工務局長・松前重義が受けたようないわゆる「懲罰召集」を行うなどなど、陸軍大臣を兼ねる首相として強権的な政治手法を用い、さらには憲兵を恣意的に使っての一種の恐怖政治を行った（東條の政治手法に反対していた人々は、東條幕府と呼んで非難した）。
「カミソリ東條」の異名の通り、軍官僚としてはかなり有能であったとされたが、東條と犬猿の仲で後に予備役に編入させられた石原莞爾中将は、関東軍在勤当時上官であった東條を人前でも平気で「東條上等兵」と呼んで馬鹿にすることしばしばであった。スケールの大きな理論家肌の石原からすると、東條は部下に気を配っているだけの小人物にしか見えなかったようである。戦時中の言論統制下でも、石原は東條について容赦なく馬鹿呼ばわりし、「憲兵隊しかつかえない女々しい男」といって哄笑していた。このため石原には東條の命令で常に内務省や憲兵隊の監視がついたが、石原の度量の大きさにのまれて、逆に教えを乞う刑事や憲兵が多かったという（青江舜二郎『石原莞爾』）。
また戦後、東京裁判の検事団から取調べを受けた際「あなたと東條は意見や思想上、対立していたようだが」と訊ねられると、石原は「自分にはいささかの意見・思想がある。しかし、東條には意見・思想が何も無い。意見・思想の無い者と私が対立のしようがないではないか」と答えている。東條と石原を和解させ、石原の戦略的頭脳を戦局打開に生かそうと、甘粕正彦その他の手引きで、1942年（昭和17年）末、両者の会談が開かれている。しかし会談の冒頭、石原は東條に「君には戦争指導の能力はないから即刻退陣しなさい」といきなり直言、東條が機嫌を悪くして、会談は空振りに終わった。

#### その他・国内での批判など
佐藤賢了は戦後、「東條さんは決して独裁者でなく、その素質も備えてはいない。小心よくよくの性格である。意地っ張りでもあり、頑張り屋でもあった。自分の意見は押し通す迫力と実行力とに富み、それぞれの責任者以外からの意見は聞かない。眼界は割合狭い。だから、 ちょっとみると独裁的に見える。それに当時の大きな権限を持っていたから、なお更そう見え、世間では独裁者にしてしまった。 しかしその反面に弱い心があった。特に責任観念が強過ぎたので、常に自己の責任におびえているような面があった」と評した。
秦郁彦は「もし東京裁判がなく、代わりに日本人の手による国民裁判か軍法会議が開かれた、と仮定した場合も、同じ理由で東條は決定的に不利な立場に置かれただろう。裁判がどう展開したか、私にも見当がつきかねるが、既定法の枠内だけでも、刑法、陸軍刑法、戦時刑事特別法、陸軍懲罰令など適用すべき法律に不足はなかった。容疑対象としては、チャハル作戦と、その作戦中に起きた山西省陽高における集団虐殺、中野正剛以下の虐待事件、内閣総辞職前の策動などが並んだだろう」 と著書『現代史の争点』中で推測している。
司馬遼太郎はエッセイ「大正生まれの「故老」」中で、東條を「集団的政治発狂組合の事務局長のような人」と言っている。
元海軍軍人で作家の阿川弘之は、東京帝国大学の卒業式で東條が「諸君は非常時に際し繰り上げ卒業するのであるが自分も日露戦争のため士官学校を繰り上げ卒業になったが努力してここまでになった（だから諸君もその例にならって努力せよ）」と講演し失笑を買ったと自らの書籍で書いている。
福田和也は東條を「日本的組織で人望を集める典型的人物」（『総理の値打ち』文藝春秋）と評している。善人であり、周囲や部下への優しい気配りを欠かさないが、同時に現場主義の権化のような人物でもあった。首相就任時点ではもはや誰が総理になっても開戦は避けられず、その状況下でも東條が開戦回避に尽力したのは事実であって開戦そのものに彼は責任はないが、開戦後、陸軍の現場主義者としてのマイナス面が出てしまい、外交的和平工作にほとんど関心を示さなかったことについては、東條の致命的な政治的ミスだったとしている。
半藤一利は「昭和の陸軍の持っていたあらゆる矛盾が彼のもとに集約されているような、そんな印象を受けます」と著書内で評している。
保阪正康は、生前の木戸幸一に取材し、「なぜ、東條や陸海軍の軍事指導者はあんな戦争を一生懸命やったのか」と書面で質問し、その答えの中に「彼らは華族になりたかった」とあった。満州事変の関東軍の司令官の本庄繁は男爵になっている。東條たちは爵位がほしかった。それが木戸の見方だったと述べている。

### 好意的な評価

#### 昭和天皇からの信任
『昭和天皇独白録』には、下記のように東條を評価する言が多くみられる。
原剛と秦郁彦は、昭和天皇が東條を評価・信頼した理由を下記のように分析している。
日米開戦日の明け方、開戦回避を熱望していた昭和天皇の期待に応えることができず、懺悔の念に耐えかねて、首相官邸において皇居の方角に向かって号泣した逸話は有名である。これは近衛内閣の陸相時の開戦派的姿勢と矛盾しているようにみえるが、東條本人は、陸軍の論理よりも天皇の直接意思を絶対優先する忠心の持ち主であり、首相就任時に天皇から戦争回避の意思を直接告げられたことで東條自身が天皇の意思を最優先することを決心、昭和天皇も東條のこの性格をよく知っていたということである。首相に就任する際、あまりの重責に顔面蒼白になったという話もある。『昭和天皇独白録』で語られている通り、昭和天皇から信任が非常に厚かった臣下であり、失脚後、昭和天皇からそれまで前例のない感謝の言葉（勅語）を贈られたことからもそれが窺える（ただし、日米開戦日に皇居の方角に向かって号泣していたことについて、君臣の考えが一致したことに感激して泣いたように語っていたとの主張もある）。
昭和天皇は、東條首相在任時の行動について評価できる点として、首相就任後に、自分の意志を汲んで、戦争回避に全力を尽くしたこと、ドーリットル空襲の際、乗組員の米兵を捕虜にした時に、軍律裁判による全員の処刑を主張する参謀本部に反対したこと（昭和天皇独白録「十七年四月米飛行士を処罰した時も、彼の意見で裁判に附する事にしたので、全部死刑にすると云ふのを、東條が反対して一番責任のある三人を銃殺にし、他は勅許により無罪にした。之が彼が参謀本部と妥協した結果であって、実際は、あの飛行機から射撃した場処には、高角砲か高射機関銃があったらしいから、三人の者も責任がなかったものと思ふ」）、サイパン島陥落の際に民間人を玉砕させることに極力反対した点などをあげている。
『昭和天皇独白録』には、昭和前期の多くの政治家・軍人に対し、昭和天皇の厳しい評価が記述されているが（例えば、石原莞爾、広田弘毅、松岡洋右、平沼騏一郎、宇垣一成などは昭和天皇に厳しく批判されている）その中で東條への繰り返しの高い評価は異例なものであり、いかに東條が昭和天皇個人からの信頼を強く受けていたかが分かる。東條は、細かく何事も天皇に報告していたと言われ、そのため天皇も東條の忠誠心を極めて信頼するようになっていったことがうかがえる。

#### 国内の好意的な評価
木戸幸一の評
「東條って人は非常に陛下の命というと本当に一生懸命になってやるわけでね、その点はある意味ではまた大変強い。東條って人はよくみんなに言われるような主戦論者でもなければ何でもないんだ。極めて事務的な男で政治家でもないんですよ」と語っている。
重光葵の評
「東條を単に悪人として悪く言えば事足りるというふうな世評は浅薄である。彼は勉強家で頭も鋭い。要点をつかんで行く理解力と決断力とは、他の軍閥者流の及ぶところではない。惜しい哉、彼には広量と世界知識とが欠如していた。もし彼に十分な時があり、これらの要素を修養によって具備していたならば、今日のような日本の破局は招来しなかったであろう」。
徳富蘇峰の評 -日露戦争指導層との対比-
徳富蘇峰は「何故に日本は破れたるか」という考察の一端で、自らも良く知っていた日露戦争当時の日本の上層部とこの戦争時の上層部と比較し「人物の欠乏」を挙げて、「舞台はむしろ戦争にかけて、十倍も大きくなっていたが、役者はそれに反して、前の役者の十分の一と言いたいが、実は百分の一にも足りない 」とした上で、首相を務めた東條、小磯、鈴木について「彼らは負け相撲であったから、凡有る悪評を受けているが、悪人でもなければ、莫迦でもない。立派な一人前の男である。ただその荷が、仕事に勝ち過ぎたのである。（中略）その荷物は尋常一様の荷物ではなかった。相当の名馬でも、とてもその任に堪えぬ程の、重荷であった。況や当たり前の馬に於てをやだ。」と評し、東條が日露戦争時の一軍の総帥であったならそれなりの働きをしたであろうに、「咀嚼ができないほどの、大物」があてがわれてこれをどうにもできなかったことを「国家に取ては勿論、当人に取ても、笑止千万の事」と断じている。
井上寿一の評
井上寿一は硬直化した官僚組織をバイパスして、直接、民衆と結びつくことで東條内閣への国民の期待は高まっていったのであり、国民モラルの低下を抑えることができたのは、東條一人だけであったとしている。国民の東條への期待が失望に変わったのはアッツ島の玉砕後あたりからであり、政治エリートの東條批判の高まりも、これらの国民世論の変化によるものであったと分析している。
来栖三郎の評 -大東亜主義に対する姿勢-
来栖三郎は、東條の大東亜主義現実化に関する姿勢は極めて真摯であり、行事の際の文章に「日本は東亜の盟主として云々」という字句があったのに対して、「まだこんなことを言っているのか」といいながら自ら文章を削ったというエピソードを紹介し、東條自身は人を現地に派遣して、理想の実践を督励する熱の入れようだったが、現場の無理解により妨げられ、かえって羊頭狗肉との批判を浴びる結果になってしまったと戦後の回顧で述べている。
山田風太郎の評
山田風太郎は戦後の回顧で、当時の日本人は東條をヒトラーのような怪物的な独裁者とは考えていなかった、単なる陸軍大将に過ぎないと思っていたとしている。自決未遂直後は東條を痛烈に批判した山田風太郎だが（「東條英機自殺未遂事件#反応」を参照）、後に社会の東條批判の風潮に対して『戦中派不戦日記』において以下のように述べている。
- 東條大将は敵国から怪物的悪漢として誹謗され、日本の新聞も否が応でもそれに合わせて書き立てるであろう。日本人は東條大将が敗戦日本の犠牲者であることを知りつつ、敵と口を合わせてののしりつつ、涙をのんで犠牲者の地にたつことを強いるのである（9月17日）。
- GHQの東條に対する事実無根の汚職疑惑発表と訂正について、がむしゃらに東條を悪漢にしようという魂胆が透けてみえる（11月12日）。
- 敗戦後の日本人の東條に対する反応はヒステリックに過ぎる（11月20日）。

西部邁の評
西部邁（評論家）は2017年の著書で「〔靖国〕神社は「英霊」を祀る場所であり、そして「英（ひい）でた霊」とは「国家に公式的な貢献をなして死んだ者の霊」のことをさす。故東条英機をはじめとするA級戦犯と（占領軍から）烙印を押された我が国の旧指導者たちに英霊の形容を冠するのは、歴史の連続性を保つという点で、是非とも必要なことと思われる」、「あの対米戦争はいわば「負けを覚悟の偉大な祖国防衛戦争」であり、そして東京裁判が「みせしめの政治芝居」であったことが歴然としている以上、A級戦犯と名付けられている（戦勝国によって殺害された）人々の霊（なるもの）が英霊でないはずがない」と述べている。

#### 外国からの好意的な評価
レーリンクの評
東京裁判の判事の一人でオランダのベルト・レーリンクは著書『Tokyo Trial and Beyond』の中で東條について「私が会った日本人被告は皆立派な人格者ばかりであった。特に東條氏の証言は冷静沈着・頭脳明晰な氏らしく見事なものであった」と述懐し、また「被告らの有罪判決は正確な証言を元に国際法に照らして導き出されたものでは決してなかった」「多数派の判事の判決の要旨を見るにつけ、私はそこに自分の名を連ねることに嫌悪の念を抱くようになった。これは極秘の話ですが、この判決はどんな人にも想像できないくらい酷い内容です」と東京裁判の有様を批判している。
その他
イギリスのジャーナリストであるヘンリー・スコット・ストークスは、樋口季一郎、安江仙弘らと共に、多くのユダヤ人の人命を救い、アドルフ・ヒトラー（ドイツ）からの再三にわたる抗議に「当然な人道上の配慮」と一蹴した東條の功績は大きいと評している。

## 私生活・逸話
- 大川周明は東條を評して「下駄なり」と言った[185]。足の下に履くには適するも頭上に戴く器ではないという意味である[185]。
- 学習院や幼年学校時代の成績は振るわなかった[186]。陸士では「予科67番、後期10番」であり、入学当初は上の下、卒業時は上の上に位置する[186]。将校としての出世の登竜門である陸大受験には父英教のほうが熱心であり、薦められるままに1908年（明治41年）に1度目の受験をするが、準備もしておらず初審にも通らなかった[186]。やがて父の度重なる説得と生来の負けず嫌いから勉強に専心するようになり、1912年（明治45年）に3度目にして合格[186]。受験時は合格に必要な学習時間を計算し、そこから一日あたりの勉強時間を割り出して受験勉強に当たったという[186]。陸大の席次は11番、軍刀組ではないが、海外勤務の特権を与えられる成績であった[186]。
- オトポール事件に際し、関東軍参謀長であった東條は、ハルビン特務機関長としてユダヤ人難民を助ける決断を行った樋口季一郎少将を新京の関東軍司令部に呼び出して事情を尋ねた[187]。樋口は、日露戦争に際してユダヤ人が日本を支援したことに明治天皇が述べた感謝の言葉と、「五族協和」「八紘一宇」の理念に言及した上で、ナチス・ドイツ（当時、日本とドイツは日独防共協定を結んでいた）のユダヤ人弾圧政策に日本が追随する理由はない、とユダヤ人に対する人道的対応の正当性を主張した[188][187]。東條は同意し、樋口の決断を不問とした[187]。関東軍や、独断専行を行う東條にはむしろ批判的であった樋口であるが、後に「東条は頑固者だが、筋さえ通せば話は分かる」と述べた[187]。
- 陸軍大臣に就任した後に、東京・世田谷区用賀に「私邸」（建坪は30坪。配給の資材を用いた）を建てた[20]。東條は昭和19年7月に首相・陸相・参謀総長などの公職を全て退き、7月22日付で予備役に編入された[189]。その後、東條内閣の閣僚だった内田信也が自動車で用賀に行って「東條の屋敷」をいくら探しても見つからず、苦労して東條の家にたどり着いた経緯を下記のように述べている[20]。

- 首相秘書官を務めていた鹿岡円平が、重巡洋艦「那智」艦長としてマニラ湾で戦死すると、家で飼っていた犬に「那智」と名づけて鹿岡を偲んでいたらしい[190]。
- 1941年（昭和16年）ごろに知人からシャム猫を貰い、猫好きとなった東條はこれを大変可愛がっていた[191]。
- 日米開戦の直後、在米の日本語学校の校長を通じて、アメリカ国籍を持つ日系2世に対して、「米国で生まれた日系二世の人達は、アメリカ人として祖国アメリカのために戦うべきである。なぜなら、君主の為、祖国の為に闘うは、其即ち武士道なり…」というメッセージを送り、「日本人としてアメリカと戦え」という命令を送られると予想していた日系人達を驚かせた[注釈 23]。
- 部下の報告はメモ帳に記し、そしてその内容を時系列、事項別のメモに整理し、箱に入れて保存する。また(1)年月順、(2)事項別、(3)首相として心掛けるべきもの、の3種類の手帳に記入という作業を秘書の手も借りずに自ら行っていた[192][121]。
- 精神論を重要視し、戦時中、それに類する抽象的な意見をしばしば唱えている。一例を挙げれば、コレヒドール島での日本軍の猛攻に対して、米軍が「精神が攻撃した」と評したことに同感し「飛行機は人が飛んでいる。精神が飛んでいるのだ。」と答えている[193]。陸軍飛行学校を訪れた時、東條はそこの訓練生にこんな質問をした。「敵の飛行機は何によって墜とすか。」訓練生が機関銃や高角砲で墜とします、と答えると「銃によって墜とすと考えるのは、邪道である。どこまでも、魂によって敵にぶつかっていかなければ、敵機を墜とすことはできぬ。この気迫があってはじめて機関銃によって撃墜できる。」と訓示した。これを、小谷賢（日本大学教授）は、論理的合理性を外れて精神的なところを重視している、と指摘している[194]。
- 1943年2月1日の衆議院予算委員会では、資源不足に対する対策として、2+3を5にするのではなく、10でも20でも80にもする必要があると発言し、「2+3=80」「1+4=80」の「決戦算術」と報じられた[195][196]。松下電器産業はこの発言を元に、「東條首相の算術 2+2=80」という東條の顔写真入りのポスターを作製した[要出典]。
- 何代もの総理大臣に仕えた運転手が、「歴代総理のうちでだれが一番立派だったか」と聞いたところ、「東條閣下ほど立派な方はおられぬ」と答えた[197]。理由は「隅々まで部下思いの方だったから」ということで、「あることをすれば、どこの誰が困り、面目を失するか」と相当の気配りを懸念していた人物だから案外と人気があった[197]。それゆえに総理のときには陸軍大臣を兼任し、最後には参謀総長まで兼任できるだろうと答えた[197]。
- 東條はドイツ留学時、軍馬の研究に生かすため、欠かさず競馬の観戦に行っていた[198]。しかし、ある日、下宿先に帰ってくると、「競馬に行くのは、もう今日限りで止めにした」と下宿先のエルゼ・シュタム夫人に宣言した[198]。理由は「今日の競馬の最中、一頭の馬が躓き転倒して、脚を折ってしまった。無用の苦痛を与えぬために馬はその場で射殺されたが、その有様があまりにも残酷で、とても見ていられなかった。競馬があんなにむごいものだとは、知らなかった。もう二度と再び、競馬には行かぬ。」とのことで、競馬の残酷な側面に気づかされたためであった[198]。
- 処刑前日の夕食は米飯、みそ汁、焼き魚、肉、コーヒー、パン、ジャムといった“和洋折衷”のメニューで、東條は「一杯やりたい」などと笑っていたという[199]。

## 遺言
東條の遺書といわれるものは複数存在する。一つは1945年（昭和20年）9月3日の日付で書かれた長男へ向けてのものである。他は自殺未遂までに書いたとされるものと、死刑判決後に刑が執行されるまでに書いたとされるものである（逮捕直前に書かれたとされる遺書は偽書の疑いがある）。
家族に宛てたもの
日本側代表団が連合国に対する降伏文書に調印した翌日の1945年（昭和20年）9月3日に長男へ向けて書かれたものがある。東條の直筆の遺言はこれの他、妻勝子や次男など親族に宛てたものが複数存在する。
処刑を前にした時のもの
処刑前に東條が書き花山教誨師に対して口頭で伝えたものがある。書かれた時期は判決を受けた1948年（昭和23年）11月12日から刑が執行された12月24日未明までの間とされる。花山は聞いたことを後で書いたので必ずしも正確なものではないと述べている。また東條が花山教誨師に読み上げたものに近い長文の遺書が東條英機の遺書として『世紀の遺書』に収録されている。
逮捕前に書かれたとされるもの（偽書の疑いあり）
1945年（昭和20年）9月11日に連合国に逮捕される前に書かれたとされる遺書が、1952年（昭和27年）の中央公論5月号にUP通信のE・ホーブライト記者記者が東條の側近だった陸軍大佐からもらったものであるとの触れ込みで発表されている。この遺書は、東京裁判で鈴木貞一の補佐弁護人を務めた戒能通孝から「東條的無責任論」として批判を受けた。また、この遺書は偽書であるとの疑惑も出ている。保阪正康は東條の口述を受けて筆記したとされる陸軍大佐2人について本人にも直接取材し、この遺書が東條のものではなく、東條が雑談で話したものをまとめ、米国の日本がまた戦前のような国家になるという危惧を「東條」の名を使うことで強めようとしたものではないかと疑問を抱いている。

## 親族

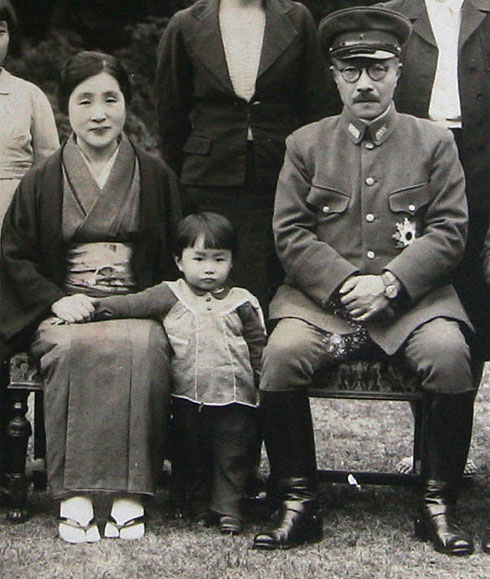
1941年、東條かつ子（左）、東條由布子（中央）と

英機・かつ子夫妻は7人の子供を儲けた。2人の孫は14人とされる。A級戦犯分祀反対を唱えた東條由布子（本名：岩浪淑枝）は長男の英隆の子。同じく英隆の子である東條英勝は西武運輸に勤務した。英勝の子である東條英利は国際教養振興協会代表理事。
- 長男の東條英隆は、満州国首都警察庁に勤め、英機が関東軍憲兵司令官であったときに仕事で満州にあり、阿片王・里見甫の家に下宿して、1936年に結婚。新京神社で挙式した。その後、鴨緑江発電職員になった。弱視のため兵役免除を受けていたが、太平洋戦争末期に海軍から召集を受け、横須賀で終戦を迎えたという[204]。長く東京を離れて伊豆の伊東に居住し、英機が収監された巣鴨に行くこともなかったという[205]。戦後は日本船舶振興会に勤めた。1966年、55歳没。
- 次男の東條輝雄は、東京帝国大学工学部航空学科を卒業して三菱重工業に入社した技術者であり、零戦や戦後初の国産旅客機である日本航空機製造YS-11、航空自衛隊のC-1の設計に携わり、三菱重工業の副社長を経て、三菱自動車工業の社長・会長を1981年から1984年まで務めた。2012年、98歳没。
- 三男の東條敏夫は、息子たちの中で唯一軍人の道を進み、陸軍予科士官学校（59期）に進学、陸軍士官学校在校中に終戦を迎えた。戦後、航空自衛隊に入隊し、空将補にまで昇進した。2014年、88歳没。
- 長女の光枝（陸軍軍人の杉山茂と結婚[注釈 25]）。
- 次女の満喜枝（陸軍軍人の古賀秀正と結婚、後に社会学者の田村健二と再婚）。
- 三女の幸枝（映画監督の鷹森立一と結婚）。
- 四女の君枝（アメリカ人の実業家デニス・ルロイ・ギルバートソンと結婚しキミエ・ギルバートソンと名乗る）。

## 年譜
- 1905年（明治38年）
  - 3月30日 - 陸軍士官学校を卒業（17期生）。
  - 4月21日 - 陸軍歩兵少尉に任官。近衛歩兵第3連隊附。
- 1907年（明治40年）12月21日 - 陸軍歩兵中尉に昇進。
- 1912年（大正元年） - 陸軍大学校に入学。
- 1915年（大正4年）12月11日 - 陸軍大学を卒業。陸軍歩兵大尉に昇進。近衛歩兵第3連隊中隊長。
- 1916年（大正5年） - 陸軍兵器本廠附兼陸軍省副官。
- 1919年（大正8年）8月 - 駐在武官としてスイスに赴任。
- 1920年（大正9年）8月10日 - 陸軍歩兵少佐に昇任。
- 1921年（大正10年）7月 - 駐在武官としてドイツに赴任。
- 1922年（大正11年）11月28日 - 陸軍大学校兵学教官に就任。
- 1923年（大正12年）
  - 10月5日 - 参謀本部員（陸大教官との兼任）。
  - 10月23日 - 陸軍歩兵学校研究部員（陸大教官との兼任）。
- 1924年（大正13年） - 陸軍歩兵中佐に昇進。
- 1926年（大正15年）3月23日 - 陸軍省軍務局軍事課高級課員兼陸軍大学校兵学教官に就任。
- 1928年（昭和3年）
  - 3月8日 - 陸軍省整備局動員課長に就任。
  - 8月10日 - 陸軍歩兵大佐に昇進。
- 1929年（昭和4年）8月1日 - 歩兵第1連隊長に就任。
- 1931年（昭和6年）8月1日 - 参謀本部総務部第1課長（参謀本部総務部編成動員課長[8]）に就任[22]。
- 1933年（昭和8年）
  - 3月18日 - 陸軍少将に昇進。参謀本部付。
  - 8月1日 - 陸軍省軍事調査委員長に就任。
  - 11月22日 - 陸軍省軍事調査部長に就任。
- 1934年（昭和9年）
  - 3月5日 - 陸軍士官学校幹事に就任。
  - 8月1日 - 歩兵第24旅団長に就任。
- 1935年（昭和10年）
  - 8月1日 - 第12師団司令部付。
  - 9月21日 - 関東憲兵隊司令官兼関東局警務部長に就任。
- 1936年（昭和11年）12月1日 - 陸軍中将に昇進。
- 1937年（昭和12年）3月1日 - 関東軍参謀長に就任。
- 1938年（昭和13年）
  - 5月30日 - 第1次近衛内閣の陸軍次官に就任（1938年（昭和13年）12月10日まで）。
  - 6月18日 - 陸軍航空本部長に就任（1940年（昭和15年）7月22日まで）。
  - 12月10日 - 陸軍航空総監に就任（1940年（昭和15年）7月22日まで）。
- 1940年（昭和15年）
  - 2月24日 - 臨時軍事参議官に就任（1940年（昭和15年）2月26日まで）。
  - 7月22日 - 第2次近衛内閣の陸軍大臣兼対満事務局総裁に就任。
- 1941年（昭和16年）
  - 7月18日 - 第3次近衛内閣の陸軍大臣兼対満事務局総裁に留任。
  - 10月18日 - 東條内閣の内閣総理大臣に就任。
  - 同日 - 陸軍大臣兼対満事務局総裁に留任（対満事務局総裁は1942年（昭和17年）11月1日まで）。
  - 同日 - 内務大臣に就任（1942年（昭和17年）2月17日まで）。
  - 同日 - 陸軍大将に昇進。
- 1942年（昭和17年）9月1日 - 外務大臣に就任（1942年（昭和17年）9月17日まで）。
- 1943年（昭和18年）
  - 4月20日 - 文部大臣に就任（1943年（昭和18年）4月23日まで）。
  - 10月8日 - 商工大臣に就任（1943年（昭和18年）11月1日まで）。
  - 11月1日 - 軍需大臣に就任。
- 1944年（昭和19年）
  - 2月21日 - 参謀総長に就任。
  - 7月18日 - 参謀総長を免職。
  - 7月22日 - 内閣総理大臣、陸軍大臣、軍需大臣を辞任。
  - 同日 - 予備役に編入。
- 1945年（昭和20年）
  - 9月11日 - 連合国軍最高司令官総司令部（GHQ）により東條逮捕の指令が出される。
  - 同日 - 自殺未遂。
- 1948年（昭和23年）12月23日 - 極東国際軍事裁判（東京裁判）でA級戦犯となり、刑死。

## 栄典
位階
- 1905年（明治38年）5月26日 - 正八位[207][208]
- 1908年（明治41年）3月20日 - 従七位[207][209]
- 1913年（大正2年）5月20日 - 正七位[207][210]
- 1918年（大正7年）7月10日 - 従六位[207][211]
- 1923年（大正12年）11月30日 - 正六位[207][212]
- 1928年（昭和3年）9月15日 - 従五位[207][213]
- 1933年（昭和8年）4月1日 - 正五位[207][214]
- 1936年（昭和11年）12月26日 - 従四位[207][215]
- 1939年（昭和14年）2月1日 - 正四位[207][216]
- 1940年（昭和15年）8月1日 - 従三位[207][217]
- 1942年（昭和17年）8月15日 - 正三位[207][218]
- 1944年（昭和19年）7月28日 - 従二位[207]

勲章など
| 受章年                    | 略綬 | 勲章名                       | 備考 |
| ------------------------- | ---- | ---------------------------- | ---- |
| 1906年（明治39年）4月1日  |      | 勲六等瑞宝章                 |      |
| 1906年（明治39年）4月1日  |      | 明治三十七八年従軍記章       |      |
| 1913年（大正2年）5月31日  |      | 勲五等瑞宝章                 |      |
| 1920年（大正9年）6月25日  |      | 勲四等瑞宝章                 |      |
| 1920年（大正9年）11月1日  |      | 旭日小綬章                   |      |
| 1920年（大正9年）11月1日  |      | 大正三年乃至九年戦役従軍記章 |      |
| 1928年（昭和3年）9月29日  |      | 勲三等瑞宝章                 |      |
| 1934年（昭和9年）4月29日  |      | 勲二等旭日重光章             |      |
| 1934年（昭和9年）4月29日  |      | 昭和六年乃至九年事変従軍記章 |      |
| 1937年（昭和12年）7月7日  |      | 勲一等瑞宝章                 |      |
| 1940年（昭和15年）4月29日 |      | 功二級金鵄勲章               |      |
| 1940年（昭和15年）4月29日 |      | 旭日大綬章                   |      |
| 1940年（昭和15年）4月29日 |      | 支那事変従軍記章             |      |

外国勲章佩用允許
| 受章年                    | 国籍         | 略綬 | 勲章名                                       | 備考 |
| ------------------------- | ------------ | ---- | -------------------------------------------- | ---- |
| 1937年（昭和12年）12月1日 | 満州帝国     |      | 勲一位柱国章                                 |      |
| 1939年（昭和14年）4月24日 | イタリア王国 |      | イタリア王冠勲章グランクロア                 |      |
| 1940年（昭和15年）1月18日 | ドイツ国     |      | ドイツ鷲勲章大十字章                         |      |
| 1940年（昭和15年）9月9日  | 満州帝国     |      | 勲一位景雲章                                 |      |
| 1941年（昭和16年）6月27日 | イタリア王国 |      | 聖マウリッツィオ・ラザロ勲章グランコルドーニ |      |
| 1941年（昭和16年）6月27日 | タイ王国     |      | 白象勲一等大十字騎士章                       |      |
| 1942年（昭和17年）2月9日  | タイ王国     |      | 白象勲特等大綬騎士章                         |      |
| 1942年（昭和17年）2月20日 | 満州帝国     |      | 建国神廟創建記念章                           |      |
| 1942年（昭和17年）9月14日 | 満州帝国     |      | 勲一位龍光大綬章                             |      |
| 1943年（昭和18年）4月17日 | 満州帝国     |      | 大勲位蘭花大綬章                             |      |
| 1943年（昭和18年）6月2日  | 中華民国     |      | 特級同光勲章                                 |      |
| 1943年（昭和18年）7月23日 | タイ王国     |      | チュラチョームクラーオ勲章グランド・クロス   |      |
| 1944年（昭和19年）7月20日 | 満州帝国     |      | 満州国国勢調査紀念章                         |      |

## 著作
- 中央教化団体聯合会 編「極東の情勢に就いて」『重畳せる非常時諸相の検討』中央教化団体聯合会〈国民更生叢書 第12編〉、1934年2月。 NCID BB05698328。全国書誌番号:44024500。
- 「ソ支二正面同時作戦と国民の覚悟」『ロシヤ来るぞ！』帝国軍事協会、1939年2月、34-37頁。 NCID BA79920491。全国書誌番号:44045874。
- 『戦陣訓 国民義解』岡山研堂訳編、教材社、1941年3月。 NCID BA58040445。全国書誌番号:44036797。
- 『大東亜建設宣言 東条首相獅子吼集』アジア青年社〈世界維新叢書 第1輯〉、1942年2月。全国書誌番号:44022180。
- 高鳥正 編『大東亜戦争に直面して 東条英機首相演説集』改造社、1942年2月。 NCID BN15127576。全国書誌番号:46008519。
- 『一億の陣頭に立ちて 東条首相声明録』山中峯太郎編述、誠文堂新光社、1942年2月。 NCID BA45388657。全国書誌番号:46008521。
- 『必勝の大道 東条総理大臣議会演説答弁集』同盟通信社政経部編、同盟通信社、1943年5月。 NCID BN1014602X。全国書誌番号:46008520。
- 日本経済聯盟会 編『戦時生産の増強促進に関する東条内閣総理大臣閣下の演説』日本経済聯盟会、1943年12月。 NCID BN10398667。全国書誌番号:44033702。
- Texto completo do discurso pronunciado pelo general Tojo, presidente do conselho do Japão, na abertura da seeão extraordinária da dieta, 16 de junho de. Legação Imperial do Japão em Lisboa. (1943). NCID BA21757704
- 『天皇に責任なし責任は我に在り 東条英機宣誓供述書』東京裁判研究会編、洋々社、1948年1月。 NCID BA31267563。全国書誌番号:61003845。
  - 東條由布子 編『大東亜戦争の真実 東條英機宣誓供述書』（改題改訂版）ワック、2005年8月。ISBN 9784898310830。 NCID BA73047279。全国書誌番号:20978615。
  - 東條由布子 編『大東亜戦争の真実 東條英機宣誓供述書』（改訂新版）ワック〈WAC BUNKO B-109〉、2009年8月。ISBN 9784898316092。 NCID BB0011914X。全国書誌番号:21643277。

## 東條英機を描いた作品
東條は独特の風貌（禿頭と髭）とロイド眼鏡、甲高い声音と抑揚を持つ。東條役の俳優にとっては、それらの特徴を強調したメーキャップや演出を施せば、たとえ容姿がそれほど似通っていなくても演じることができた。

### 小説
- 有馬頼義「左利きの独裁者――東條英機の悲劇」『時代小説大全集』 6（人物日本史 昭和）、新潮社〈新潮文庫〉、1991年9月、67-112頁。ISBN 9784101208152。
- 松田十刻『東条英機――大日本帝国に殉じた男』PHP研究所〈PHP文庫〉、2002年8月。ISBN 9784569577883。

### 映画
- 『総統の顔』（1943年）- 東條役：不詳（日本では未公開） ※ディズニーアニメ
- 『東京スパイ大作戦』（1945年）- 東條役：ロバート・アームストロング
- 『日本の悲劇・自由の声』（1946年）-（本人出演）
- 『大東亜戦争と国際裁判』（1959年）- 東條役：嵐寛寿郎
- 『皇室と戦争とわが民族』（1960年）- 東條役：嵐寛寿郎
- 『激動の昭和史 軍閥』（1970年）- 東條役：小林桂樹
- 『トラ・トラ・トラ!』（1970年）- 東條役：内田朝雄
- 『戦争と人間 第三部 完結編』（1973年）- 東條役：井上正彦
- 『大日本帝国』（1982年）- 東條役：丹波哲郎
- 『帝都大戦』（1989年）- 東條役：草薙幸二郎
- 『プライド・運命の瞬間』（1998年）- 東條役：津川雅彦
- 『スパイ・ゾルゲ』（2003年）- 東條役：竹中直人
- 『南京の真実』第一部「七人の死刑囚」（2008年）- 東條役：藤巻潤
- 『聯合艦隊司令長官 山本五十六』（2011年）- 東條役：山本勝
- 『終戦のエンペラー』（カナダ2012年・アメリカ&日本2013年）- 東條役：火野正平
- 『日本のいちばん長い日』（2015年）- 東條役：中嶋しゅう
- 『アフリカン・カンフー・ナチス』（2020年）- 東條役：秋元義人

### テレビ
- 『西陣物語』（1968年、関西テレビ）- 東條役：若宮忠三郎
- 『落日燃ゆ』（1976年、NET）- 東條役：若宮大祐
- 『日本の戦後 第8集 審判の日 極東国際軍事裁判』（1977年、NHK）- 東條役：小沢栄太郎
- 『大いなる朝』（1979年、TBS）- 東條役：南原宏治
- 『さらば空中戦艦富嶽』（1980年、ANB）- 東條役：内田朝雄
- 『山河燃ゆ』（1984年、NHK）- 東條役：渥美國泰
- 『昭和16年の敗戦』（1991年、フジテレビ）- 東條役：高松英郎
- 『命なりけり 悲劇の外相東郷茂徳』（1994年、TBSテレビ）- 東條役：すまけい
- 『あの戦争は何だったのか 日米開戦と東條英機』（2008年、TBS）- 東條役：ビートたけし
- 『気骨の判決』（2009年、NHK）- 東條役：岩崎ひろし
- 『落日燃ゆ』（2009年、テレビ朝日）- 東條役：小峰隆司
- 『経世済民の男 第三部 鬼と呼ばれた男〜松永安左エ門』（2015年、NHK）- 東條役：大竹まこと
- 『二つの祖国』（2019年、テレビ東京）- 東條役：ビートたけし

### 漫画
- 『東条英機　太平洋戦争への道』（作画 永山愛子、朝日新聞出版『週刊マンガ日本史』48号、2010年）[234]
- 『昭和天皇物語』（作画 能條純一：原作 半藤一利「昭和史」、脚本：永福一成、監修：志波秀宇、2017年から小学館『ビッグコミックオリジナル』連載）[235]